# Bolet blafard
Suillellus luridus
Espèce
Statut de conservation UICN

 LC  : Préoccupation mineure
Suillellus luridus, le Bolet blafard, anciennement Boletus luridus, est une espèce de champignons (Fungi) basidiomycètes de la famille des Boletaceae et du genre Suillellus. Très commun dans l'hémisphère nord, il a une forme rappelant la silhouette des Cèpes, mais il s'en distingue notamment par des teintes orangées et une chair bleuissante. Un autre caractère typique de l'espèce est sa "ligne de Bataille", une ligne rouge souvent présente entre l'hyménophore et la chair du chapeau, nommée à la mémoire de Frédéric Bataille, le poète mycologue qui la signala le premier.
Le Bolet blafard est très variable d'apparence, tant concernant ses teintes que sa silhouette, il présente de nombreuses formes. C'est un champignon comestible cuit mais toxique cru ou mal cuit.

## Taxonomie

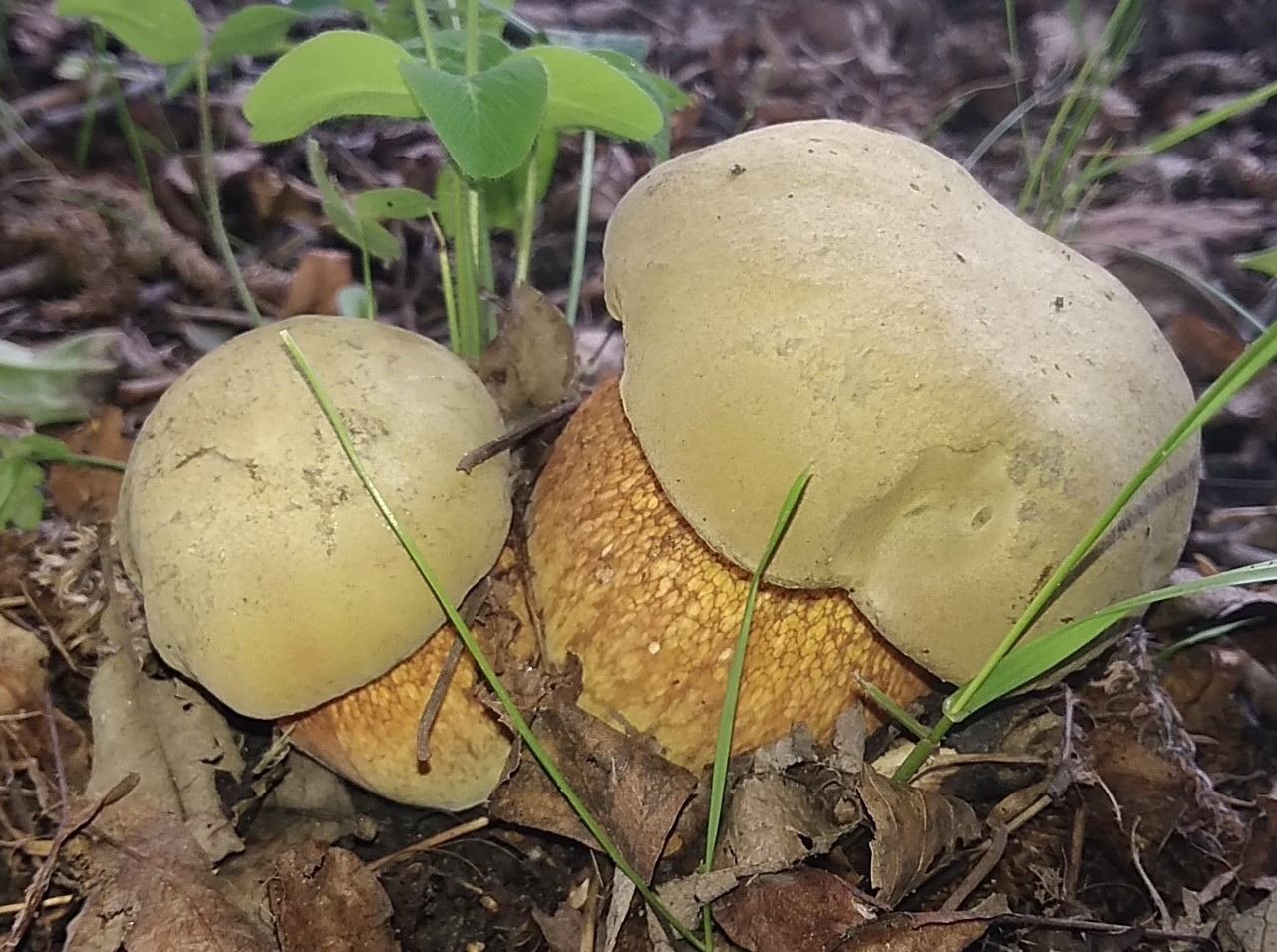
Deux jeunes Bolets blafards.

Le nom correct complet (avec auteur) de ce taxon est Suillellus luridus (Schaeff.) Murrill.
L'espèce a été initialement classée dans le genre Boletus sous le basionyme Boletus luridus Schaeff..

### Synonymes
Suillellus luridus a pour synonymes :
- Boletus erythrentheron Bezdĕk
- Boletus luridus Fr.
- Boletus luridus Schaeff.
- Boletus perniciosus Roques
- Boletus rubeolarius Bull.
- Boletus satanas var. tuberosus (Bull.) Costantin & L.M.Dufour
- Boletus sordarius Fr., 1838
- Boletus subvescus J.F.Gmel.
- Boletus tuberosus Bull.
- Boletus xanthorhodius Schulzer
- Dictyopus erythropus var. sordarius (Fr.) Quél., 1886
- Dictyopus luridus (Schaeff.) Quél.
- Dictyopus meyeri (Rostk.) Quél., 1886
- Dictyopus tuberosus (Bull.) Quél.
- Leccinum luridum (Schaeff.) Gray
- Leccinum rubeolarium (Bull.) Gray
- Polyporus meyeri Rostkovius
- Suillus luridus (Schaeff.) Richon & Roze
- Suillus rubeolarius (Bull.) Poiret
- Tubiporus luridus (Schaeff.) P.Karst.

### Phylogénie
Décrit pour la première fois en 1774, l'espèce a été transférée dans différents genres de Boletaceae au cours de son histoire taxonomique, bien qu'elle ait conservé l'épithète spécifique originale que lui avait donné le botaniste allemand Jacob Christian Schaeffer jusqu'à son transfert dans le genre Suillellus en 2014.
La variété erythropus est publiée comme « bêta » en 1821 mais est synonyme de Boletus luridiformis (= Neoboletus erythropus). Le Bolet blafard est proche phylogénétiquement de Butyriboletus fechtneri (le Bolet pâle) et de Neoboletus erythropus (le Bolet à pied rouge).

### Noms vulgaires et vernaculaires
Ce taxon porte en français le noms vernaculaire suivant, repris par les auteurs francophones ; Bolet blafard,. Le nom français "blafard" serait dû à la couleur du chapeau à la fois pâle et terne (de l'aube, ou de mastic de vitrier).
On rencontre plus rarement les noms locaux ou vulgaires de bolet luride,, bolet blême,, bolet fol, oignon de loup, cul de saoumo et pissoco.

## Description du sporophore

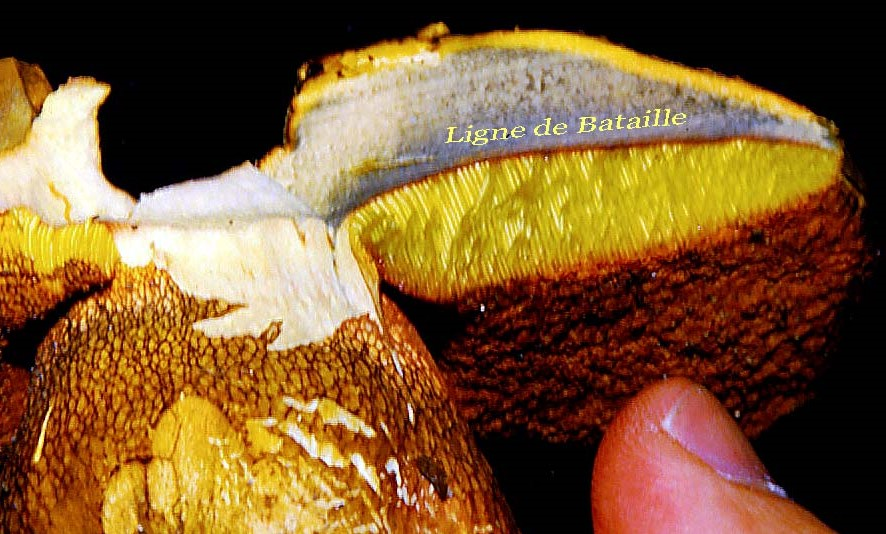
Ligne rouge dite de Bataille entre la chair du chapeau et les tubes du Bolet blafard, assez souvent présente.

Les bolets sont des champignons dont l'hyménophore à tubes, terminés par des pores, se sépare facilement de la chair du chapeau, avec un pied central assez épais et une chair compacte. Ils ont un chapeau rond, recouvert d'une cuticule, devenant convexe à mesure qu’ils vieillissent. Les caractéristiques morphologiques de Suillellus luridus, le Bolet blafard, sont les suivantes :
Son chapeau mesure de 5 à 20 cm, il est sec et souvent velouté. La cuticule est mate, de couleur assez variable, de jaunâtre à brun olivacé, ochracé rosâtre à rose, brune, parfois teintée d'orange et parfois beaucoup plus rouge. Le bord du chapeau, de la même couleur, est régulier et dépasse légèrement les tubes,.
L'hyménophore présente des tubes jaune clair puis olivâtres et bleuissant. Les pores à leur bout sont fins, de couleur jaune puis rapidement rouge orangé, bleuissant également à la pression ou à la coupe. À la coupe on observera la plupart du temps ce que l'on appelle la "ligne de Bataille", une ligne rougeâtre entre la chair du chapeau et le haut des tubes (elle serait peu marquée dans les récoltes du sud de la Loire selon Alain Estades et Serge Poumarat).
Son pied mesure 5 à 15 cm x 1,5 à 5 cm, de couleur jaune plus au moins orangé, orné d'un net réseau en relief. Sa silhouette peut être cylindrique, fusiforme ou obèse.
La chair est épaisse, blanchâtre ou jaunâtre et souvent rouge sous les tubes. Elle bleuit rapidement et fortement à la coupe du champignon, elle est dite cyanescente, le bleuissement devient ensuite noirâtre. Elle devient plus claire quand elle sèche. Sa saveur est douce et son odeur fongique est faible. La sporée est de couleur brun olivâtre,.

Principaux caractères distinctifs
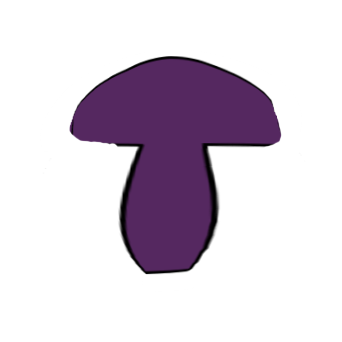
Sporophore à silhouette boletoïde.
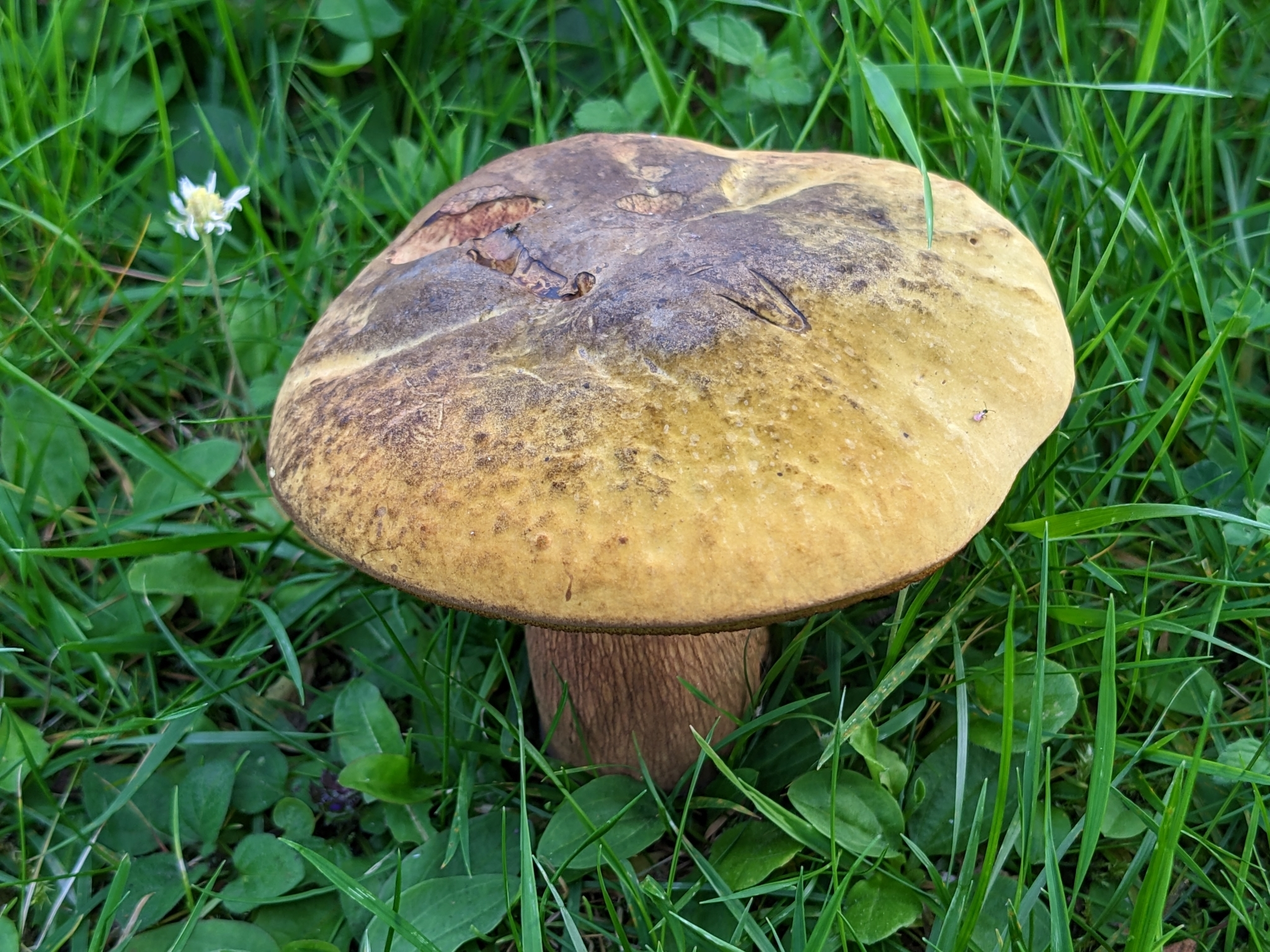
Chapeau blafard, typiquement brunâtre légèrement olivâtre.
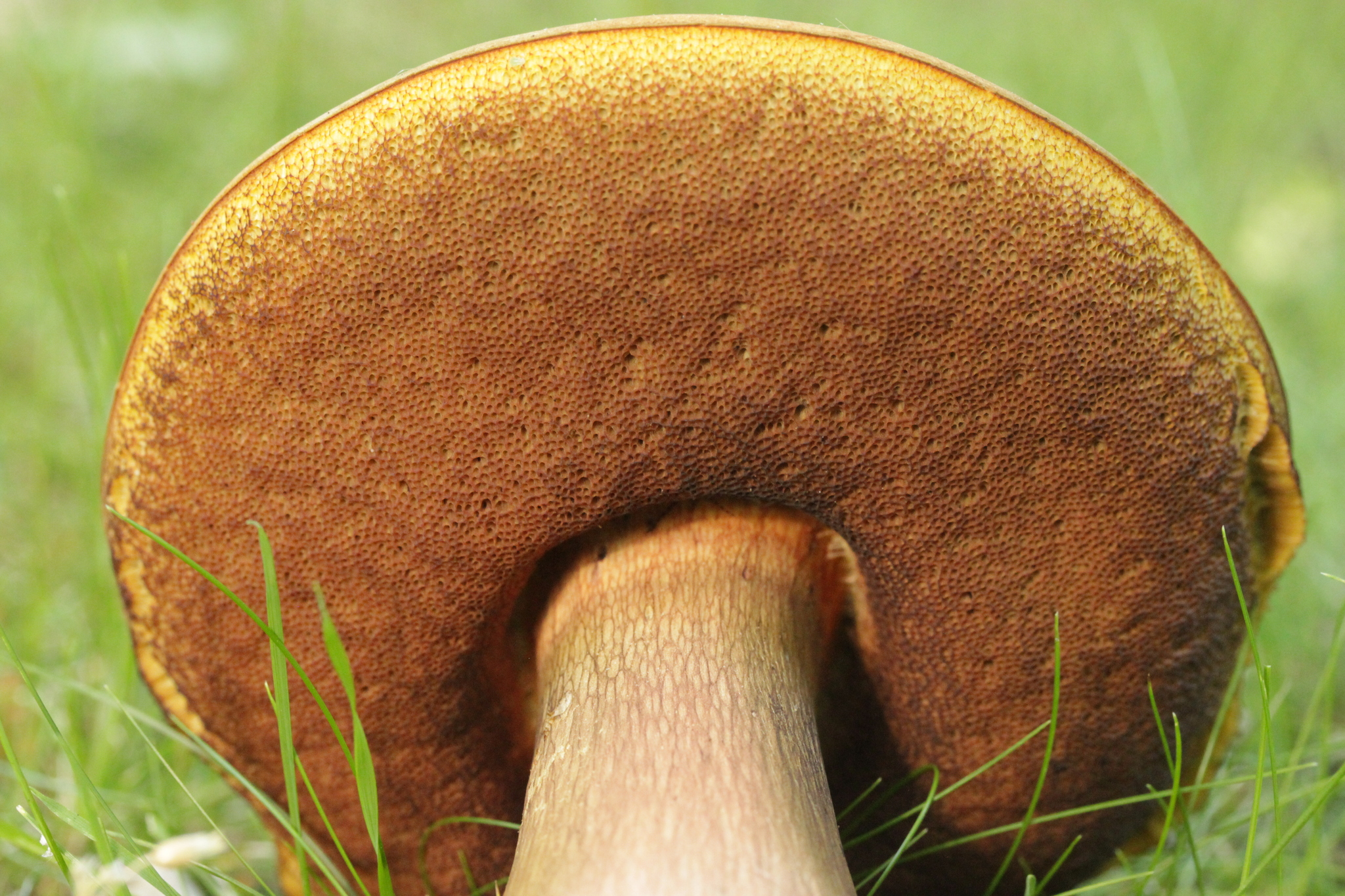
Pores orangeâtres à rougeâtres, nettement bleuissants à la pression.
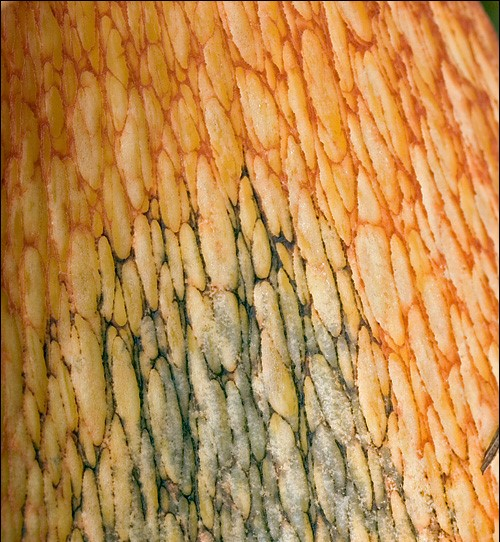
Pied orné d'un net réseau saillant.
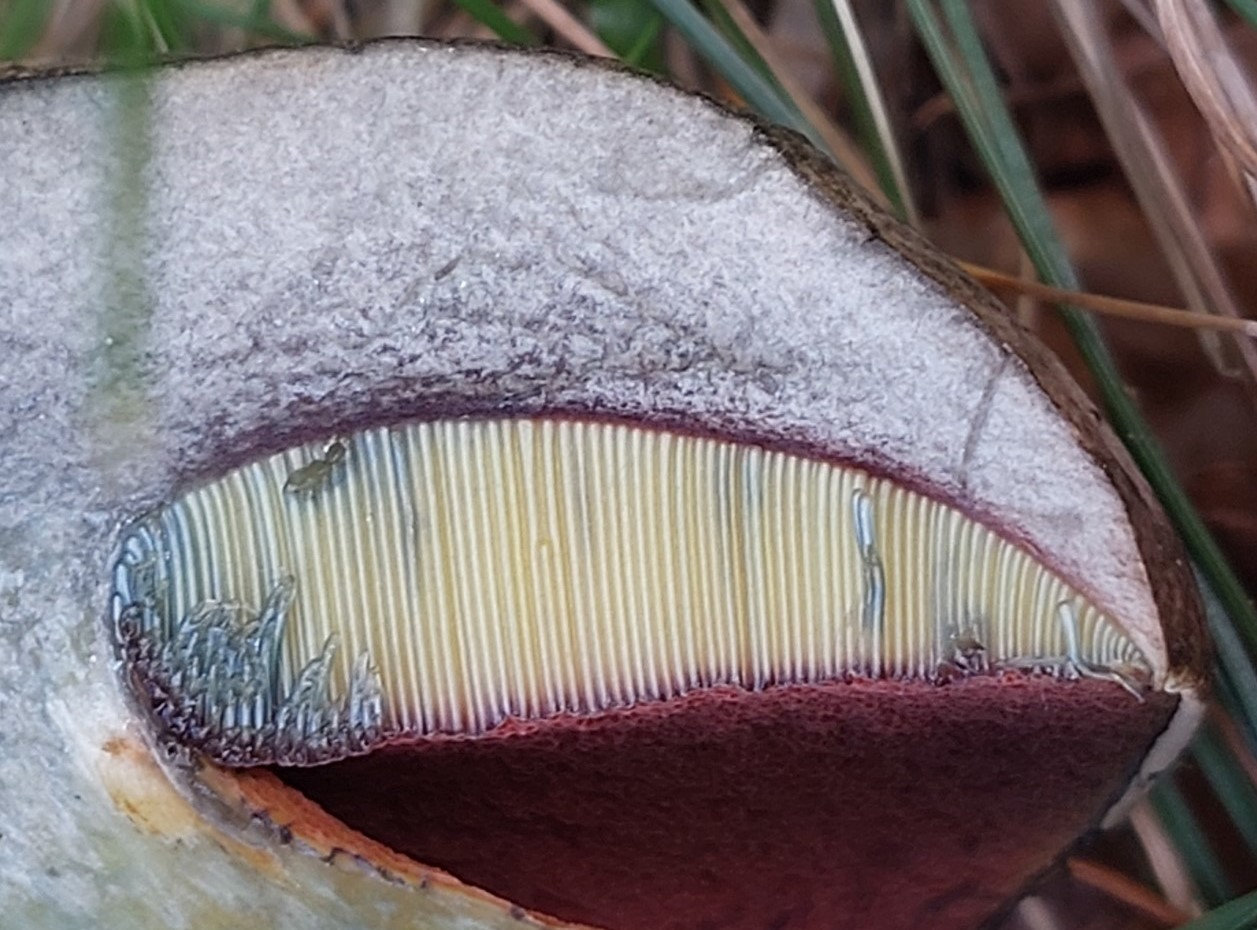
Ligne rouge "de Bataille" souvent présente entre les tubes et la chair.
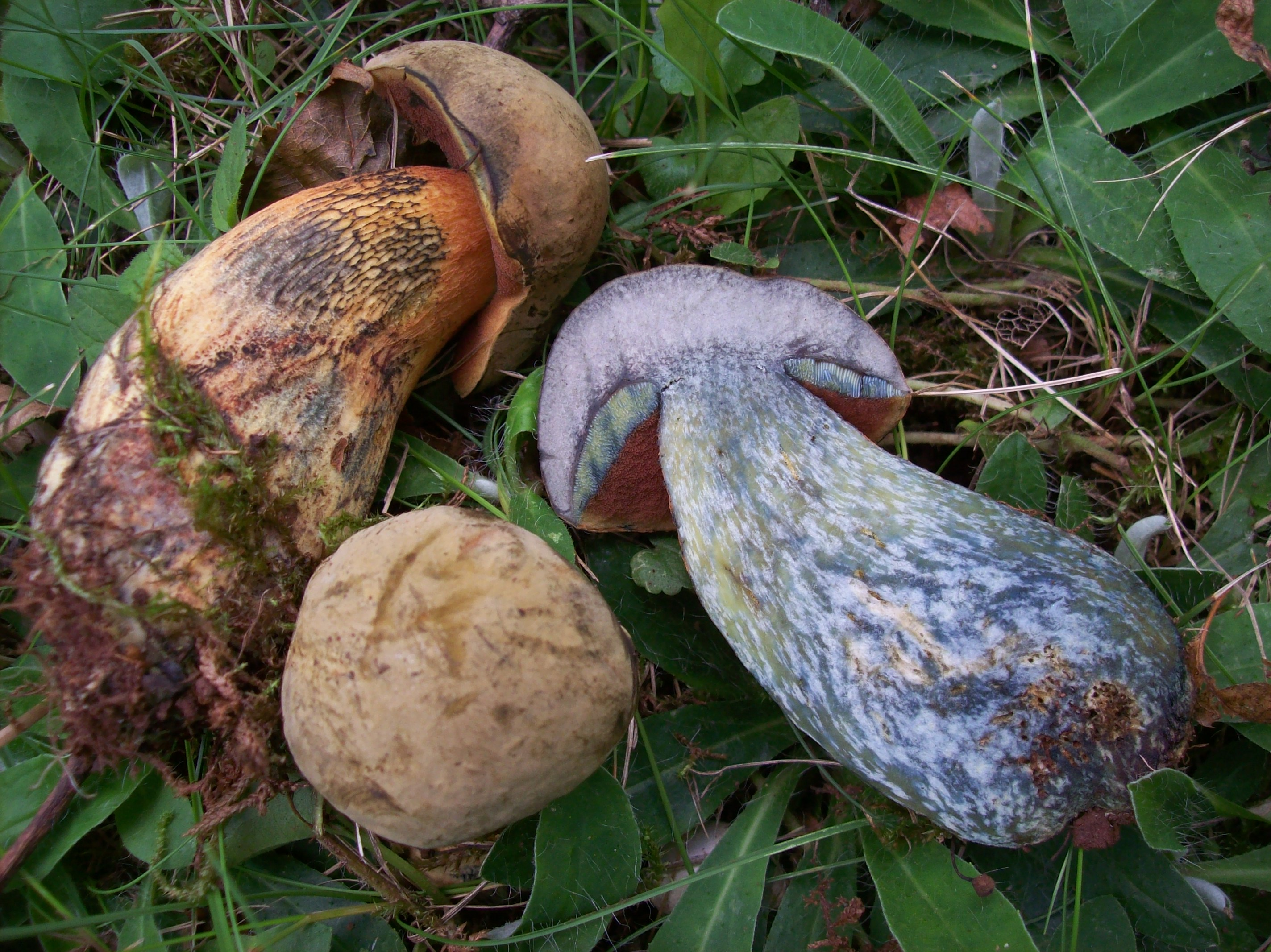
Chair intensément et rapidement bleuissante à la coupe.

### Réactions chimiques

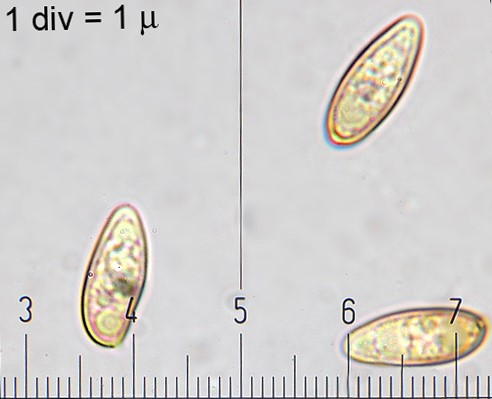
Spores boletoïdes de Suillellus luridus au microscope.

Certaines parties de Suillellus luridus vont prendre une couleur particulière après contact avec les réactifs suivants :
- rouge foncé au KOH sur le chapeau.
- orangé terne au KOH sur la chair.
- négative, jaunâtre à orangée au NH4OH sur le chapeau.
- jaune à orangée au NH4OH sur la chair.
- gris olive au FeSO4 sur le chapeau.
- négative à jaune olive terne au FeSO4 sur la chair.
- bleu foncé en taches au Melzer après que le bleuissement naturel soit pâli sur la chair[13].

### Caractéristiques microscopiques
Ses spores mesurent 11,5 à 16 µm × 5-7,5 µm, elles sont elliptiques à fusiformes, lisses.

## Galerie

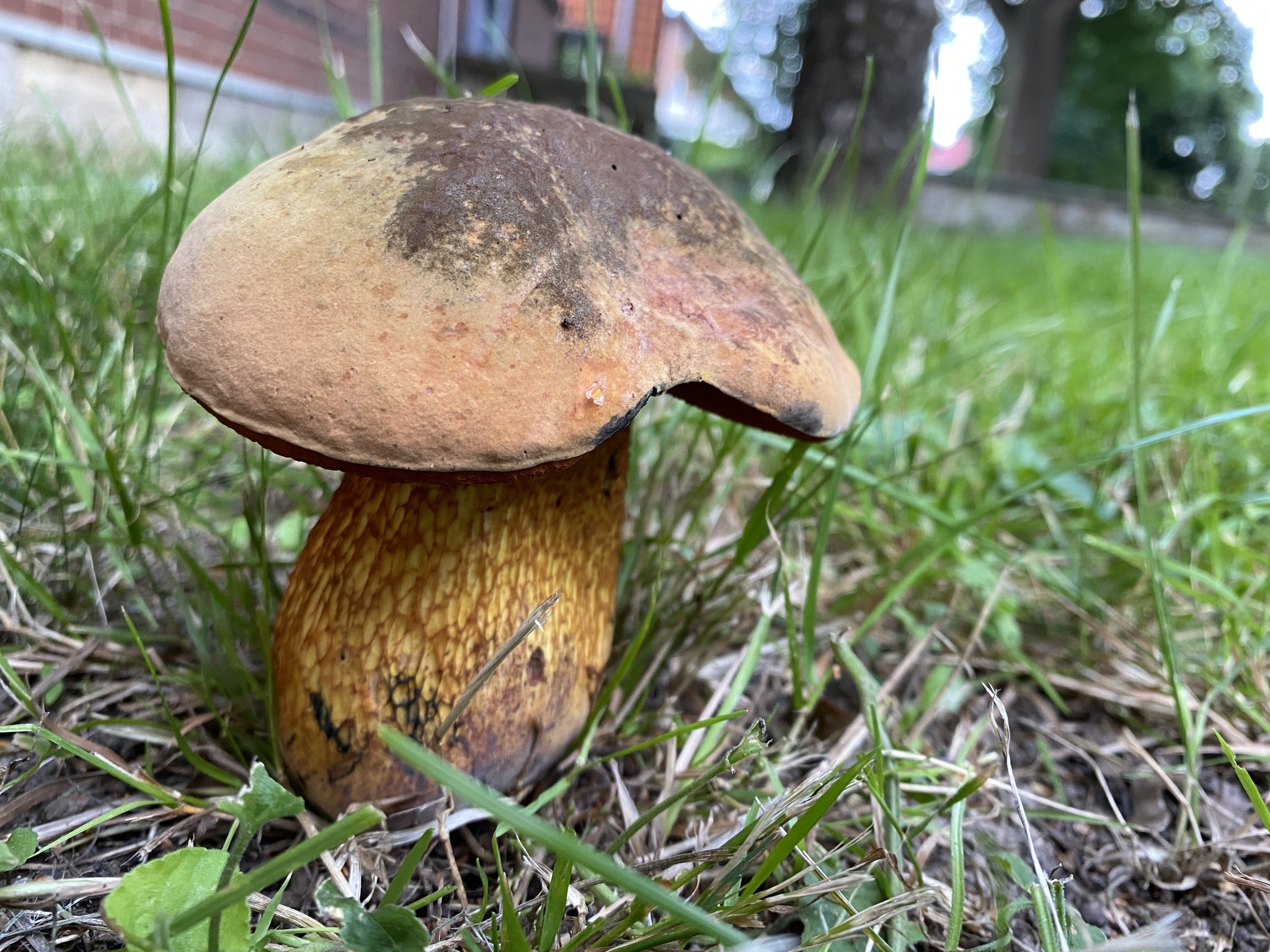
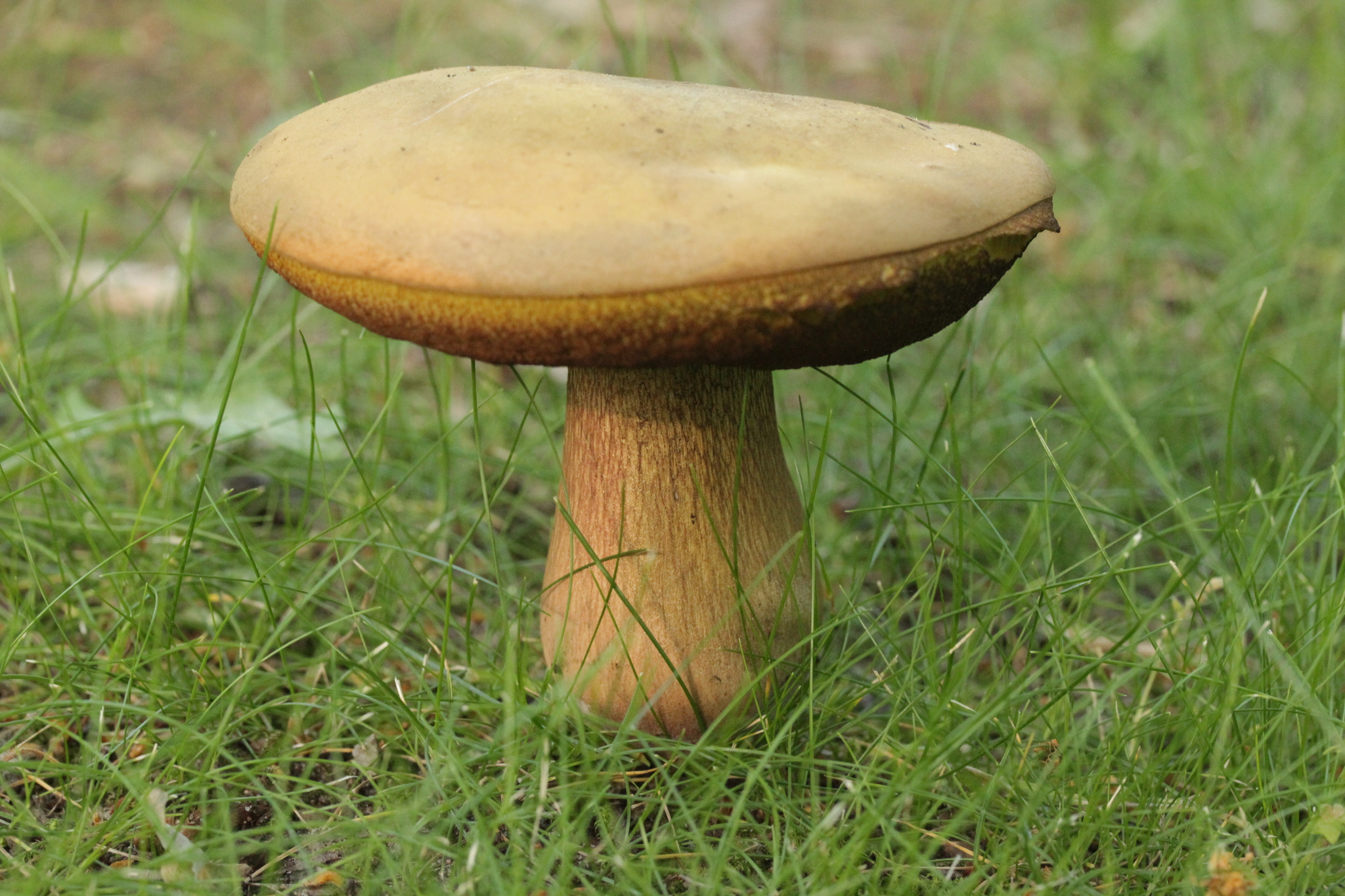
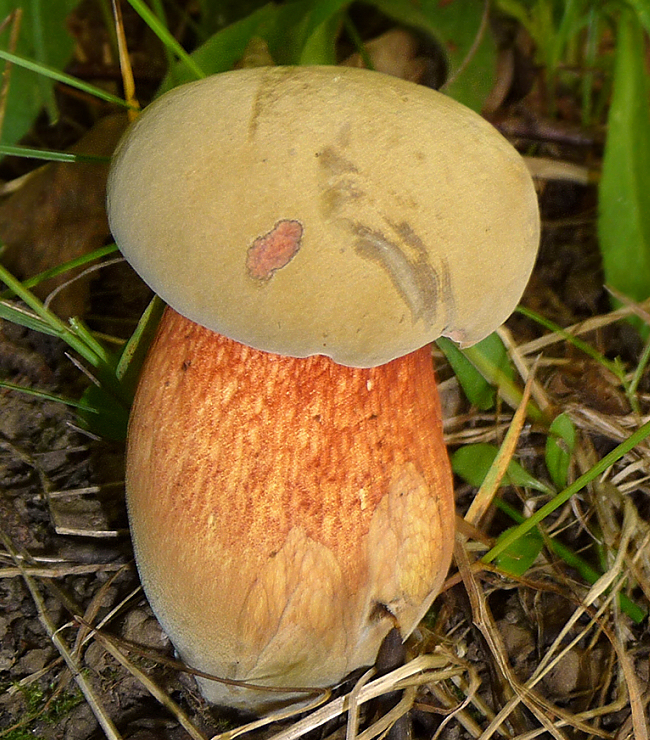
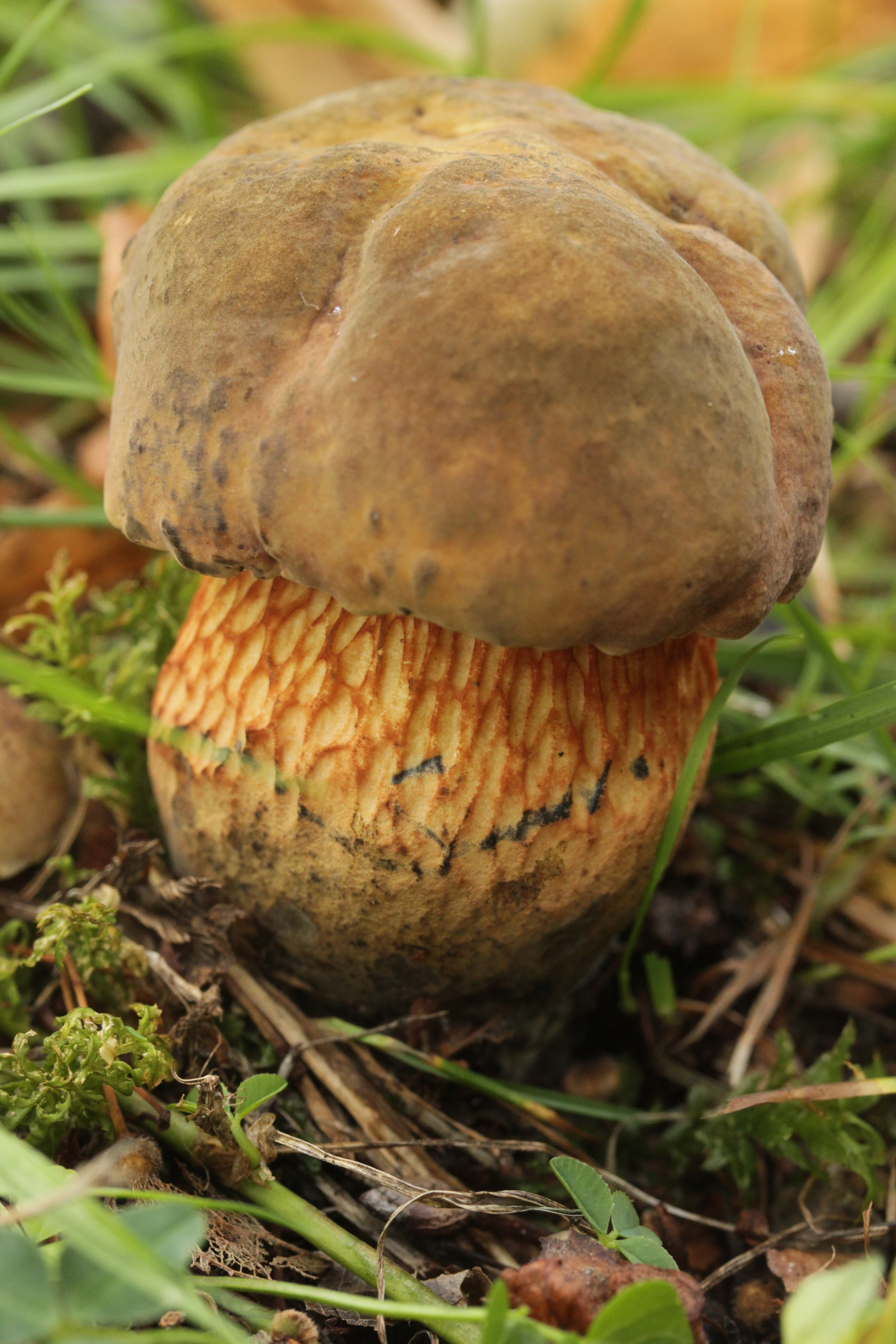
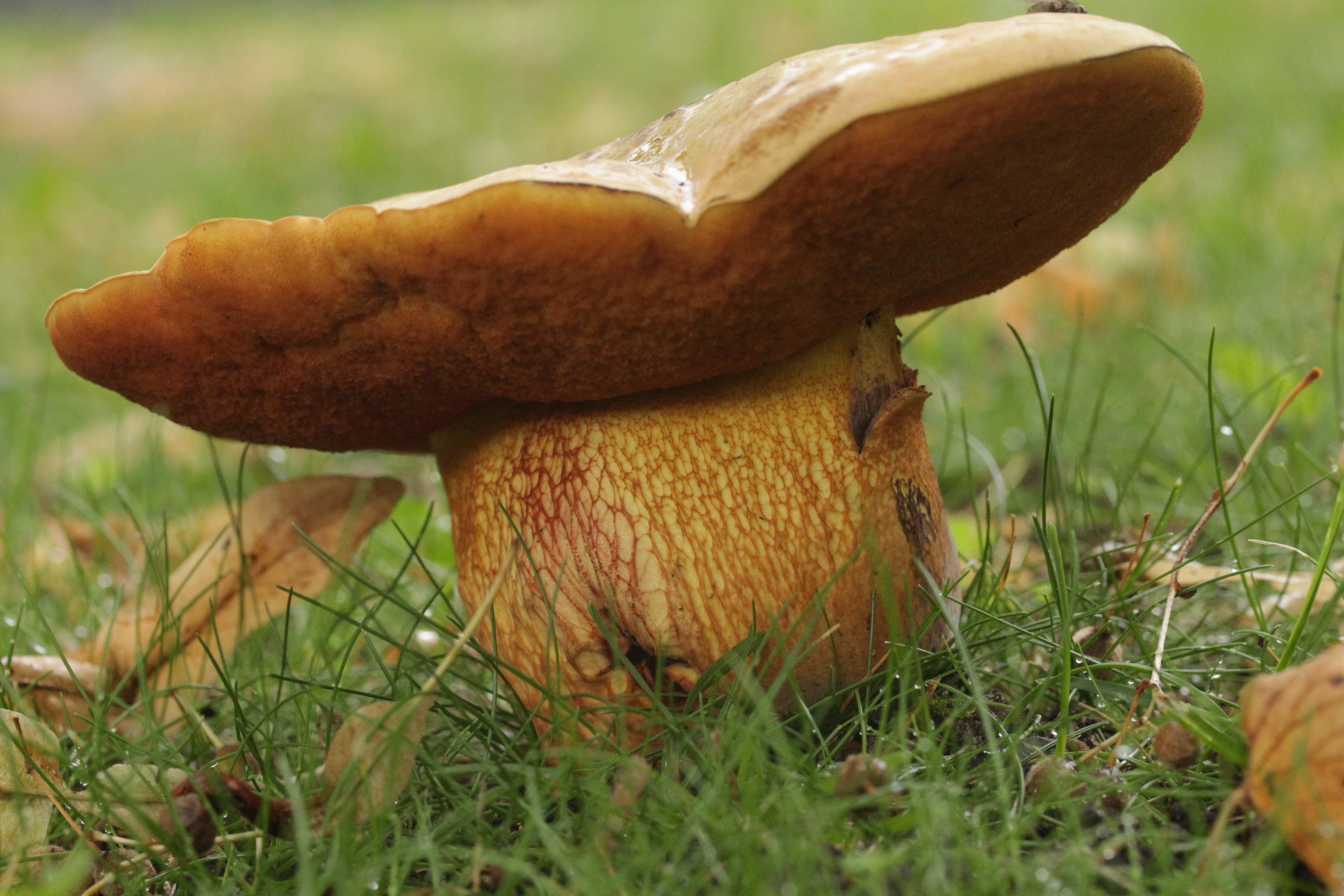
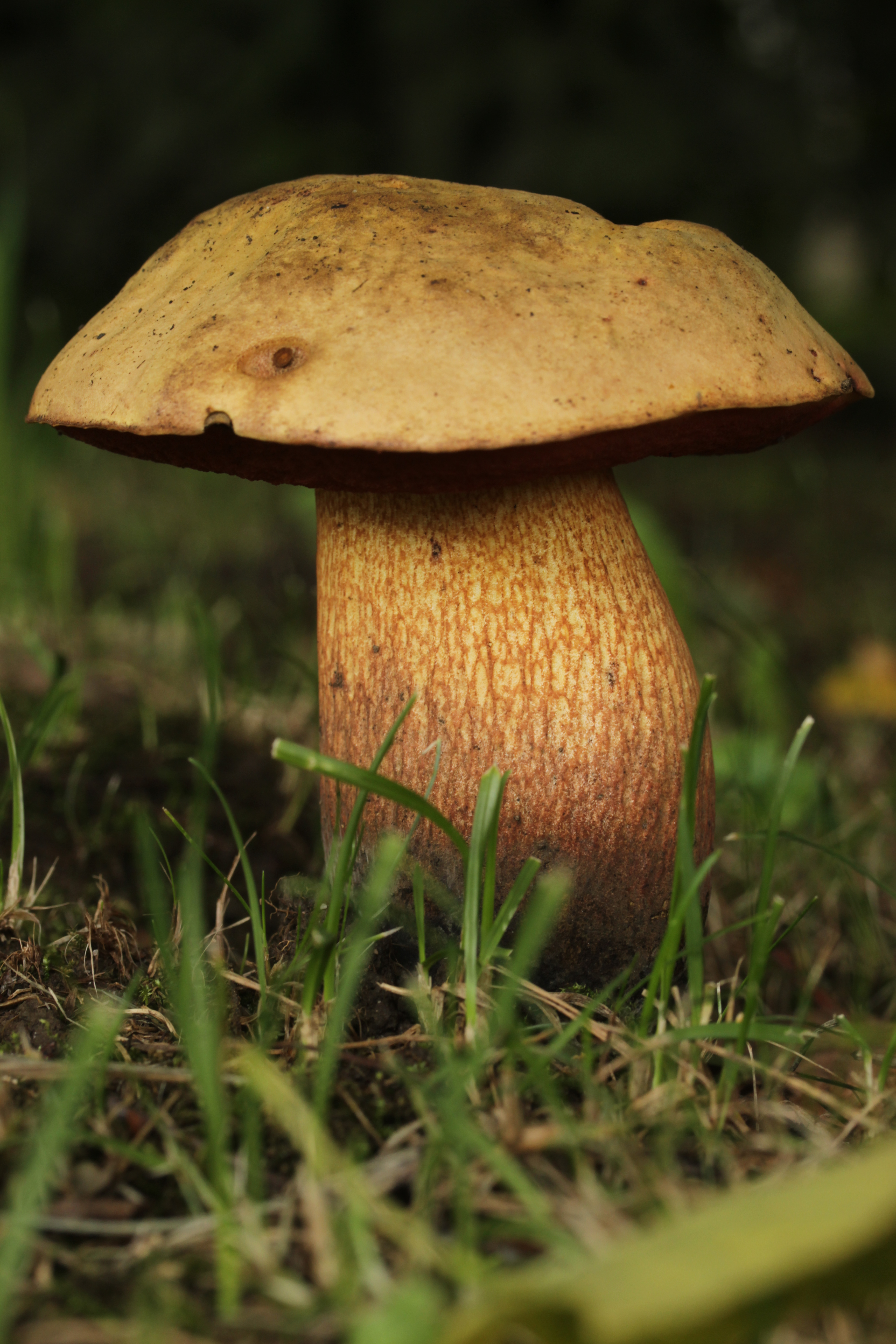
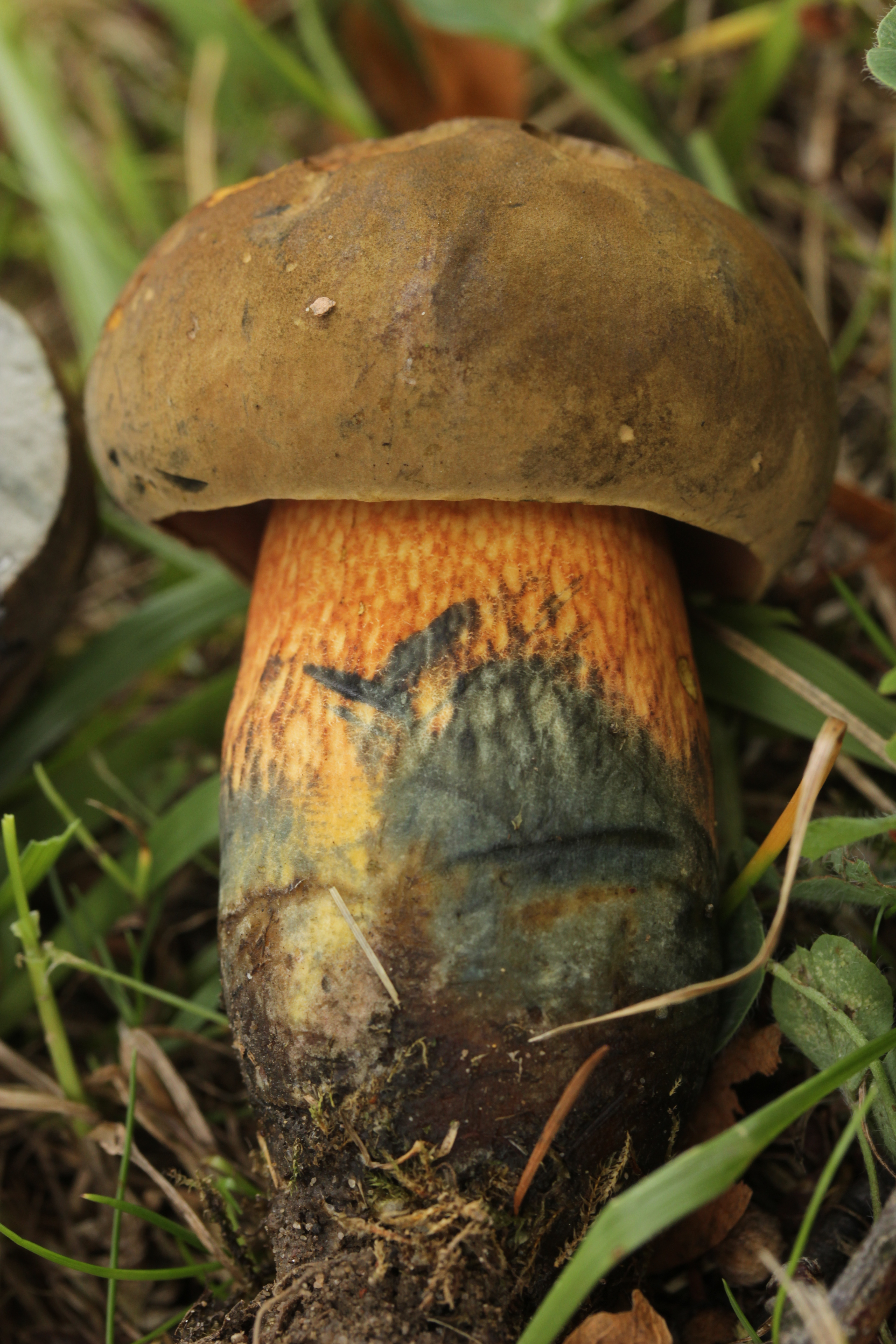
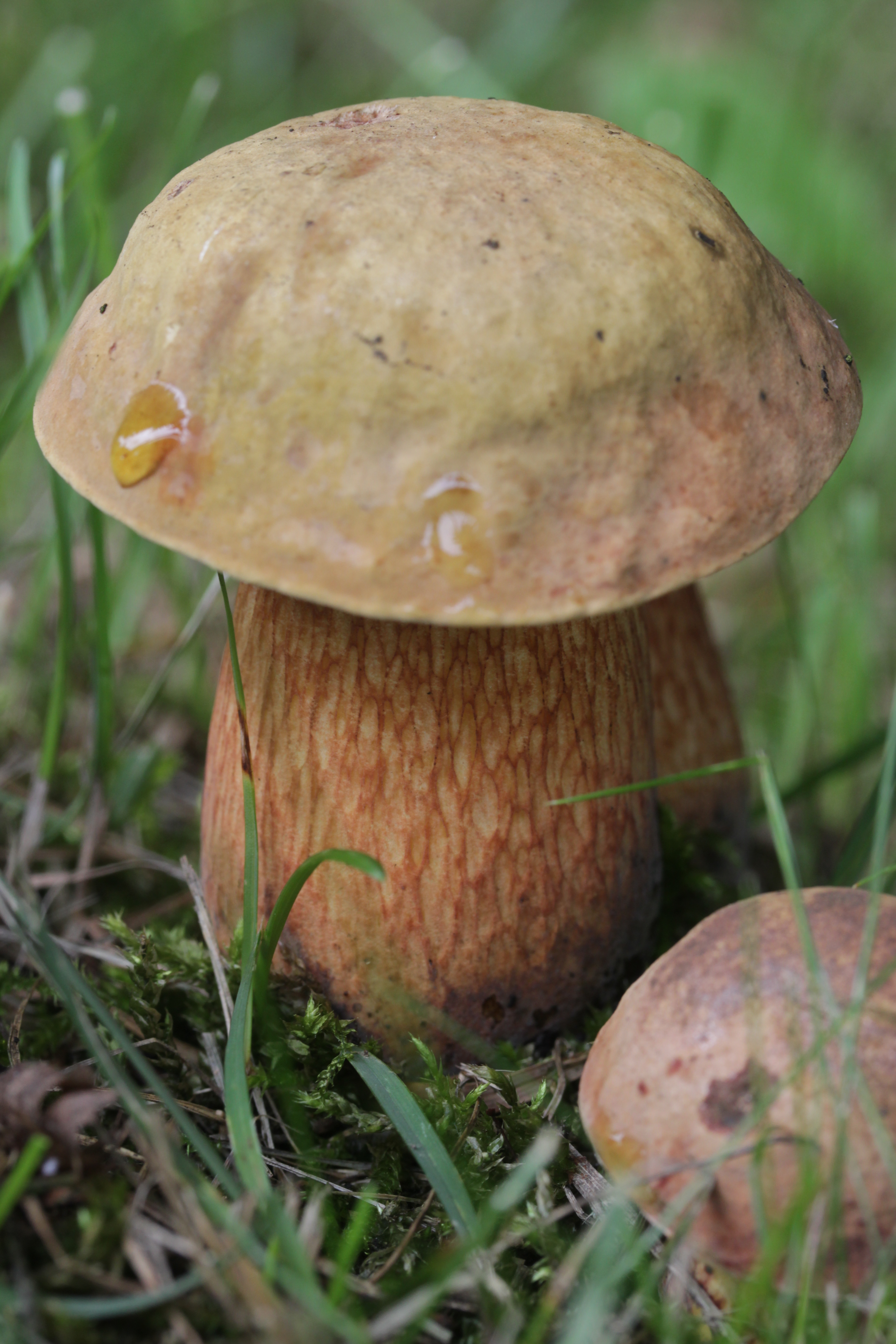
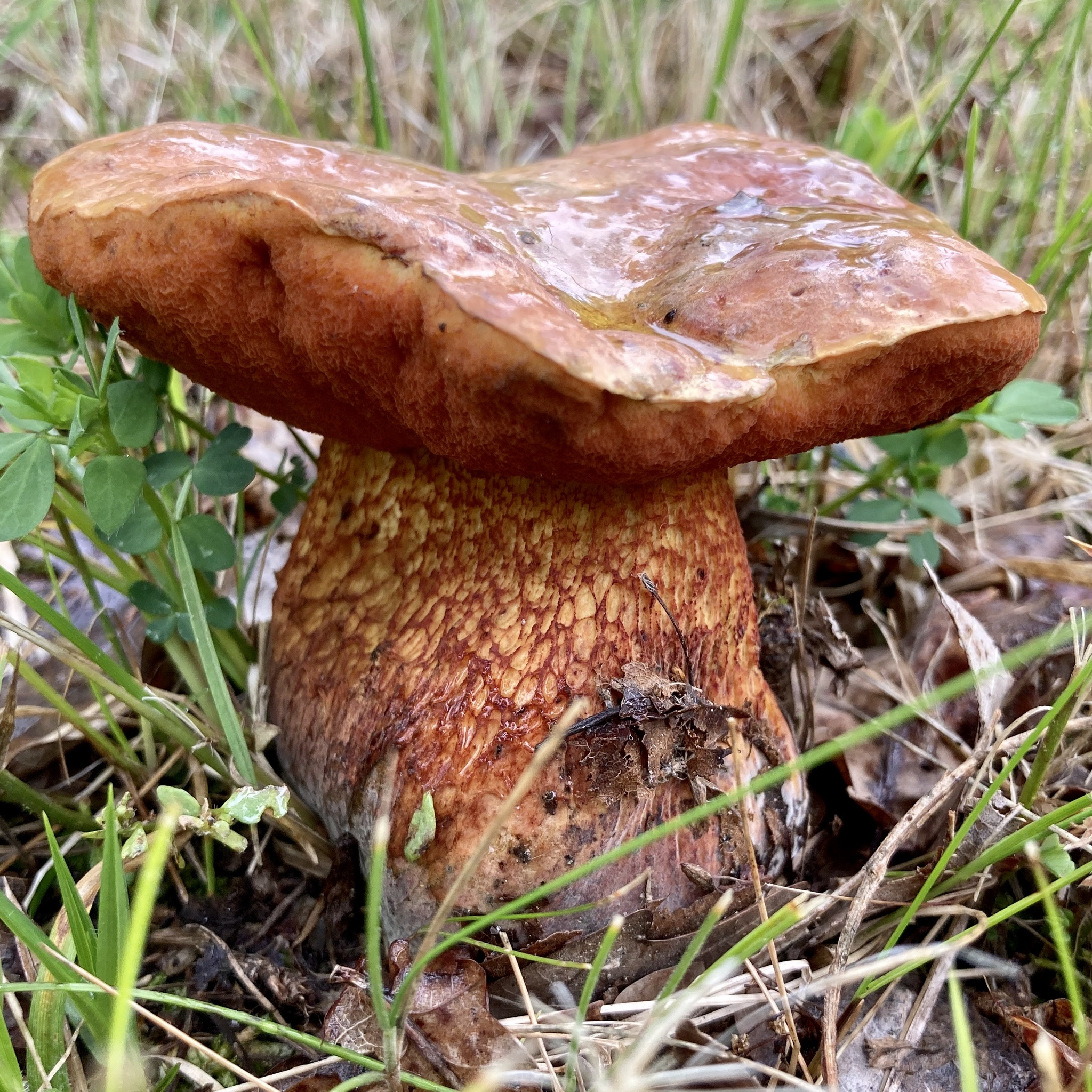
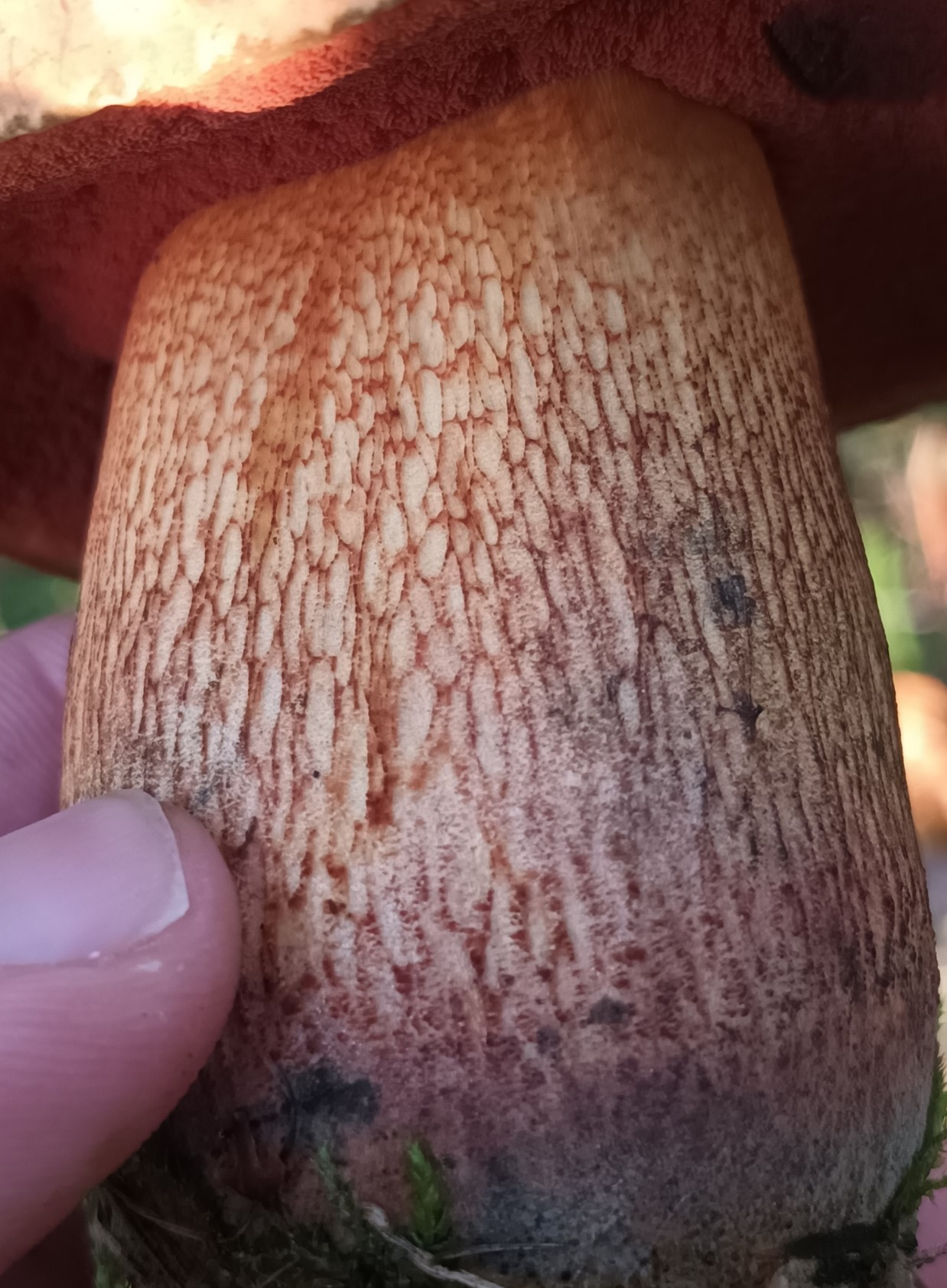
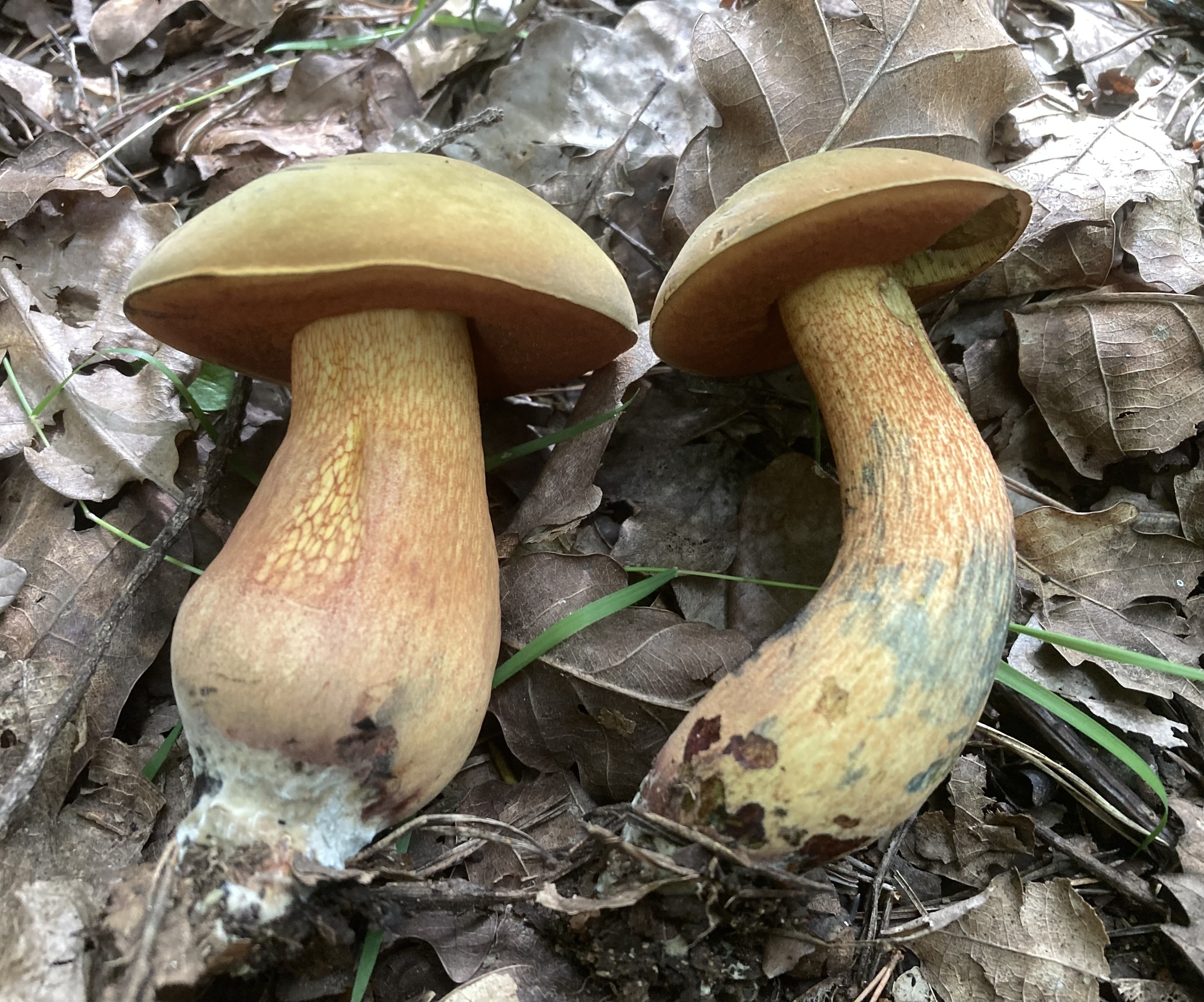
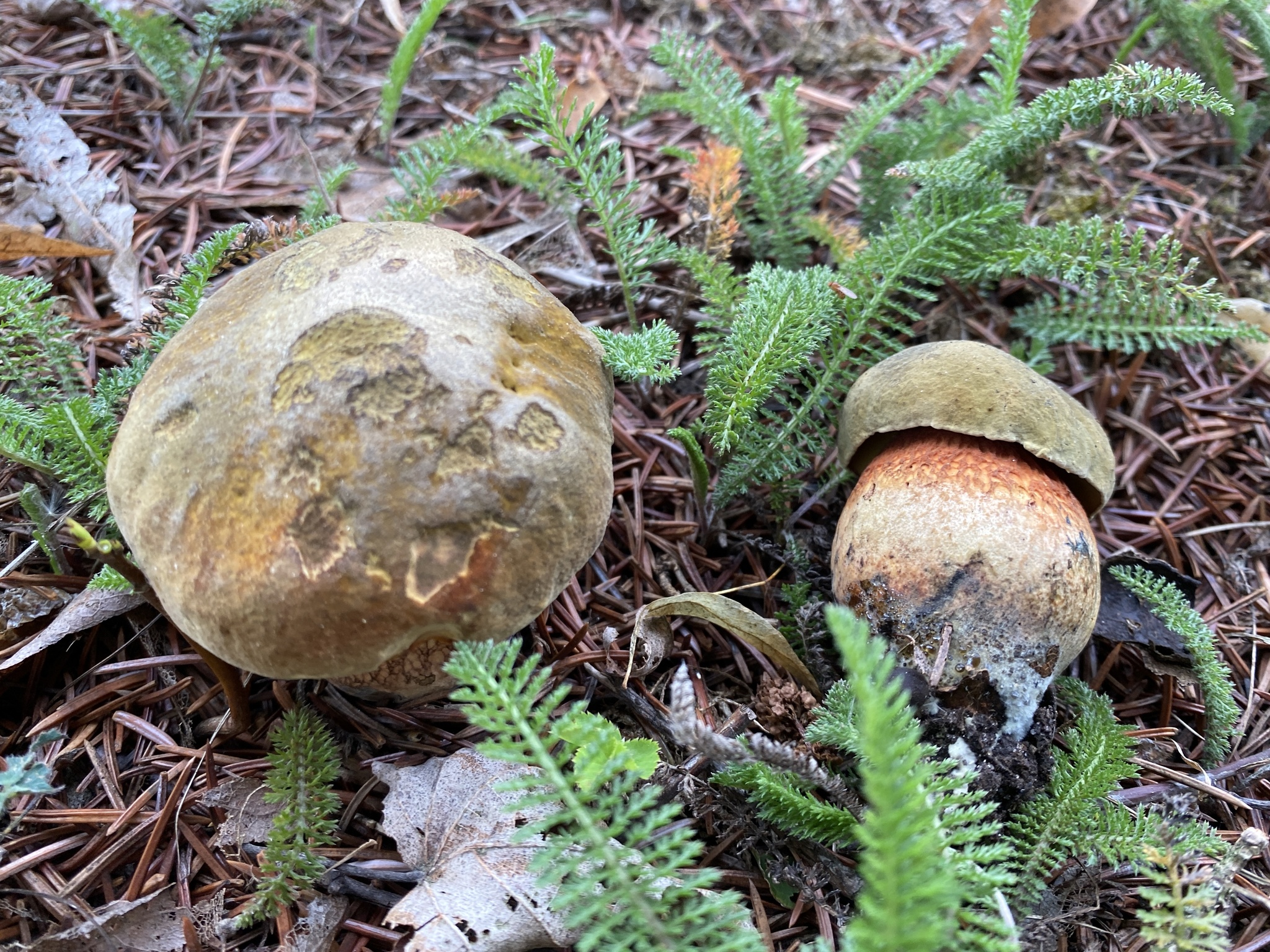
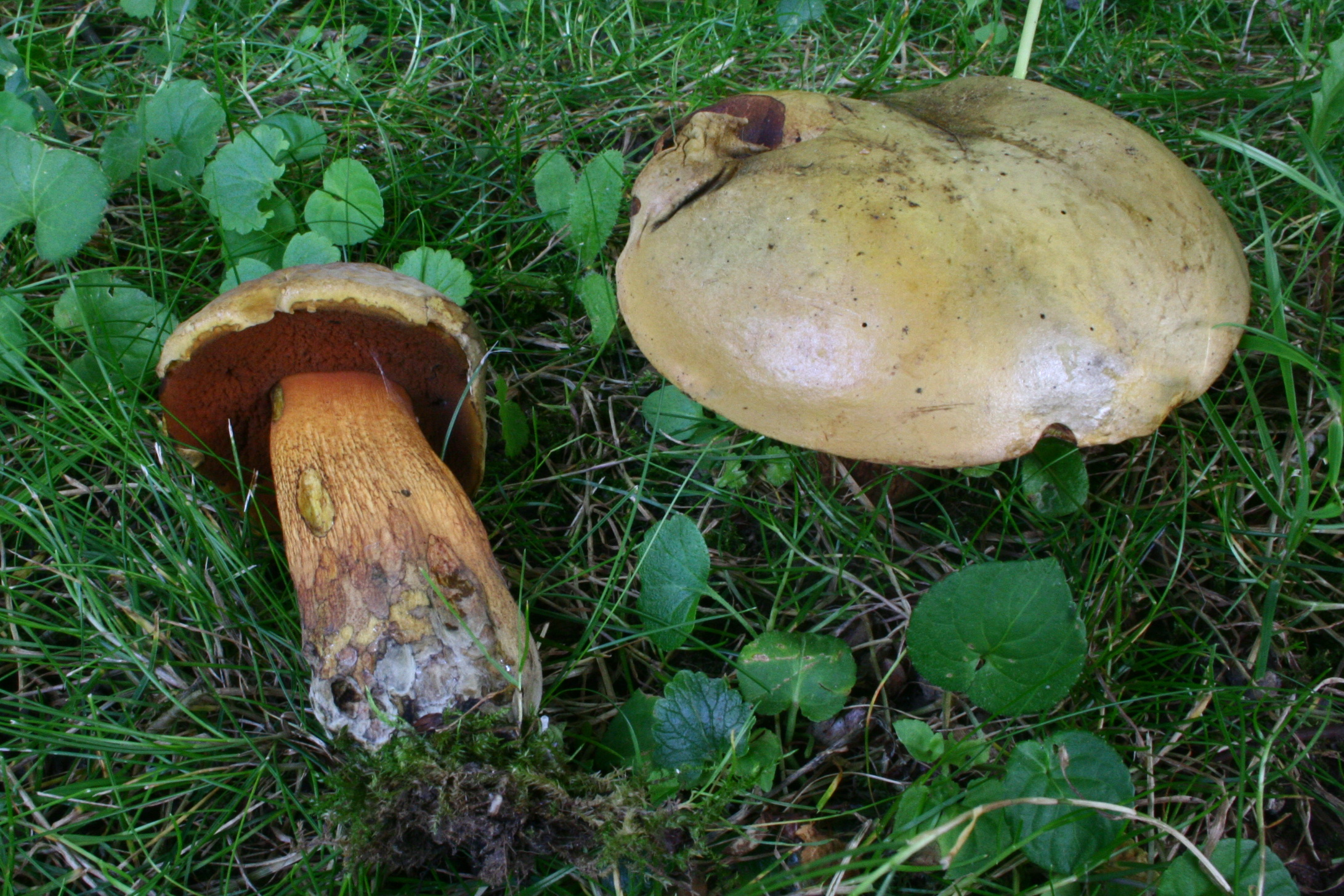
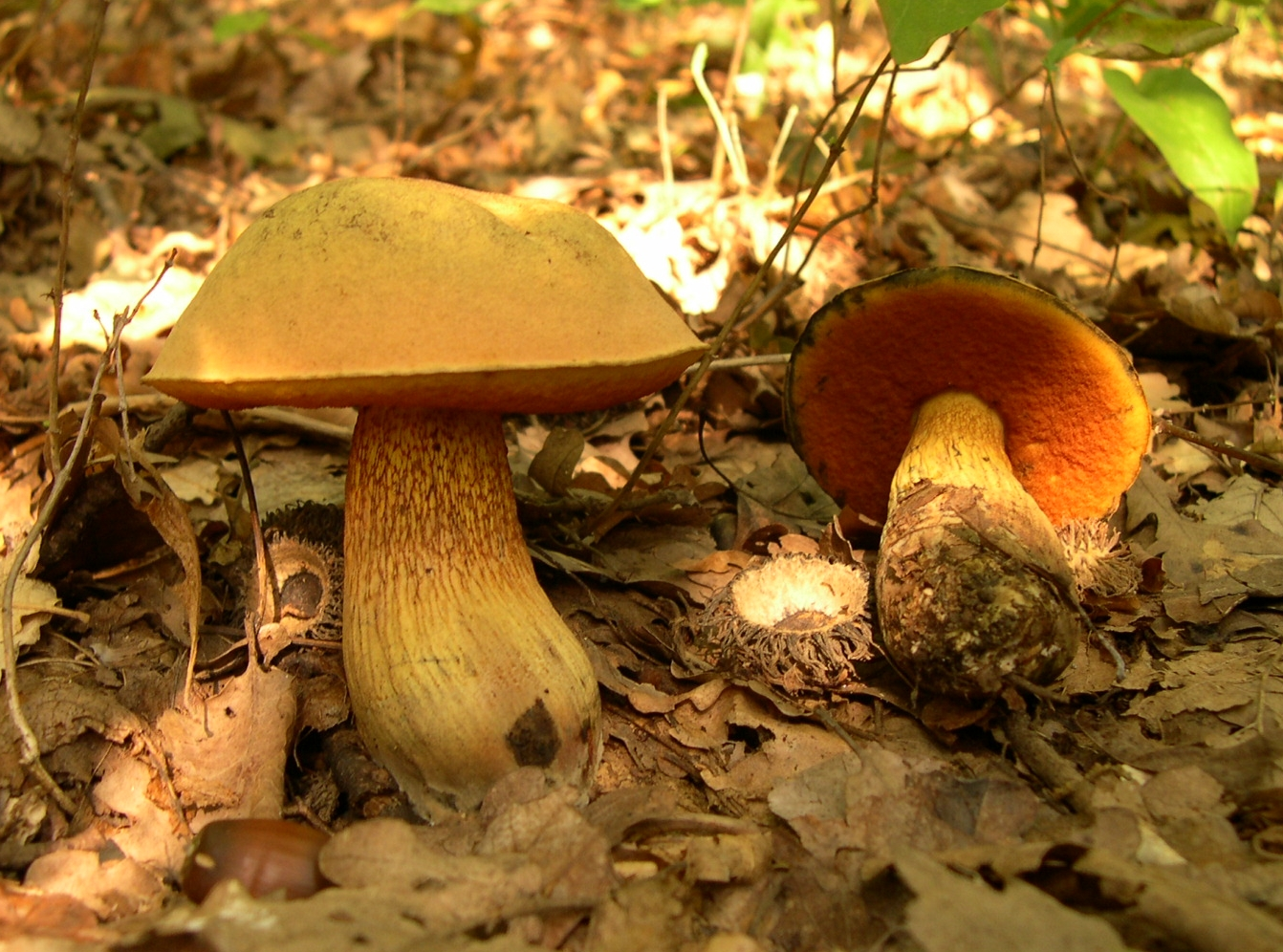
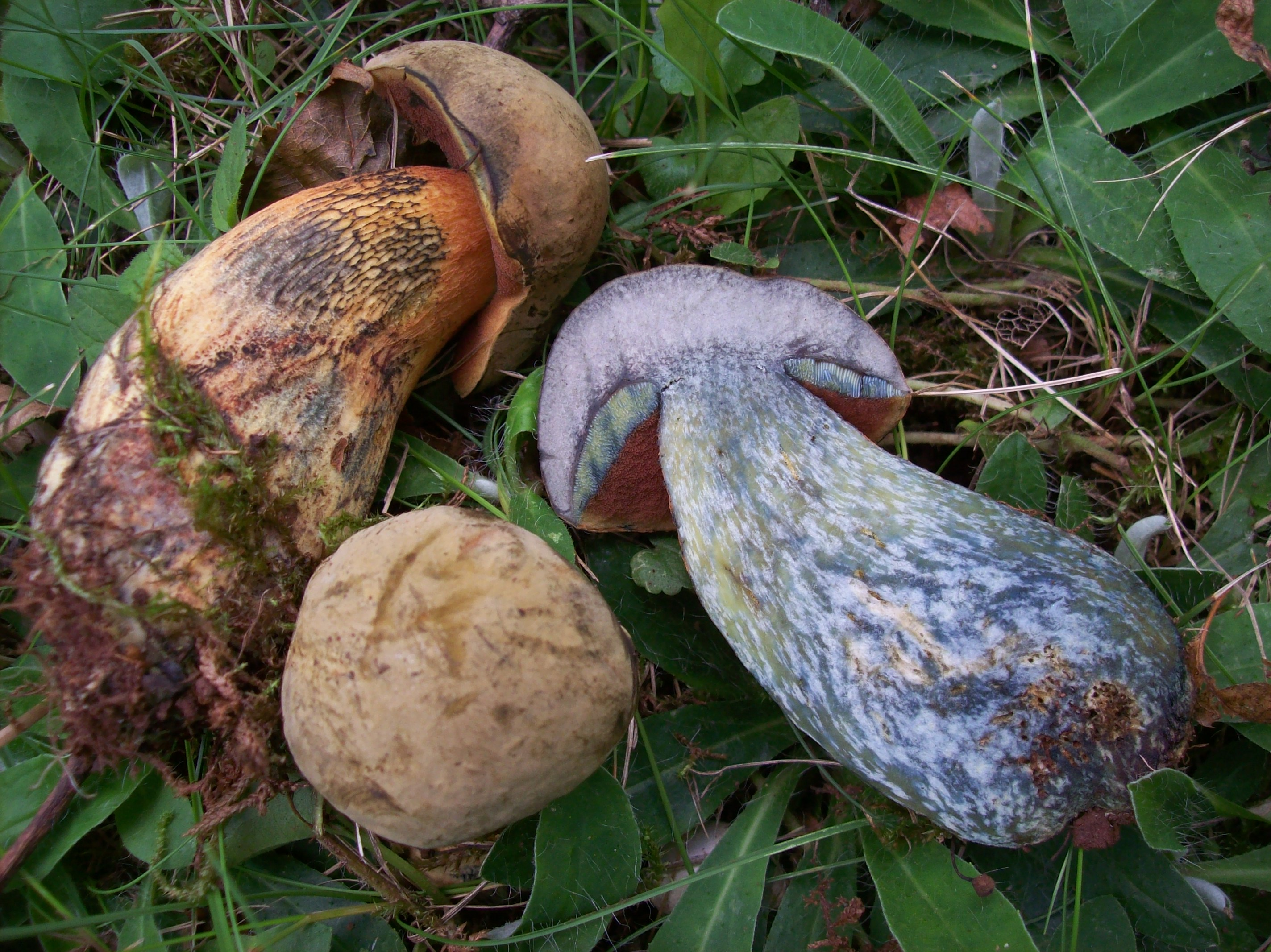
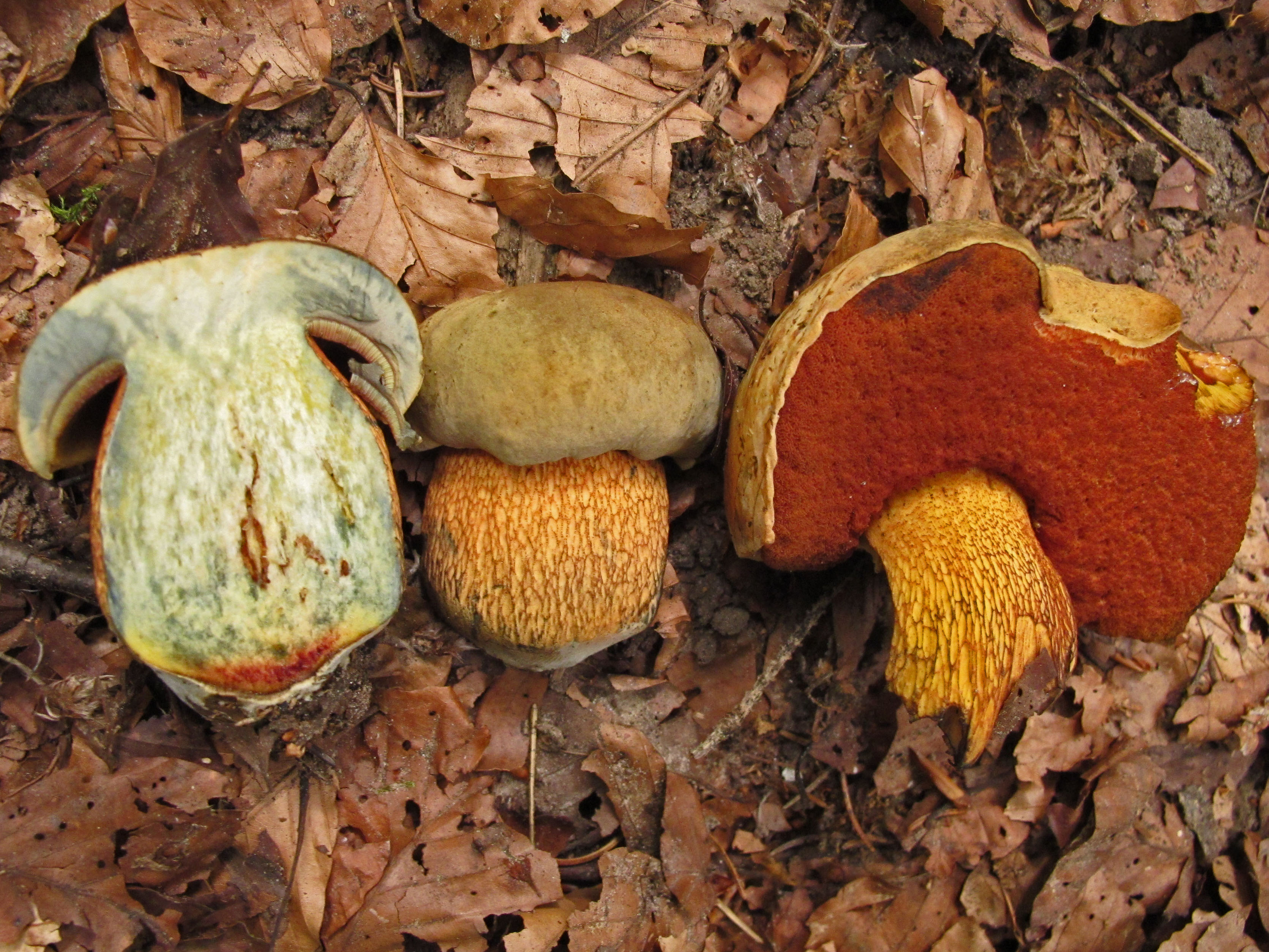
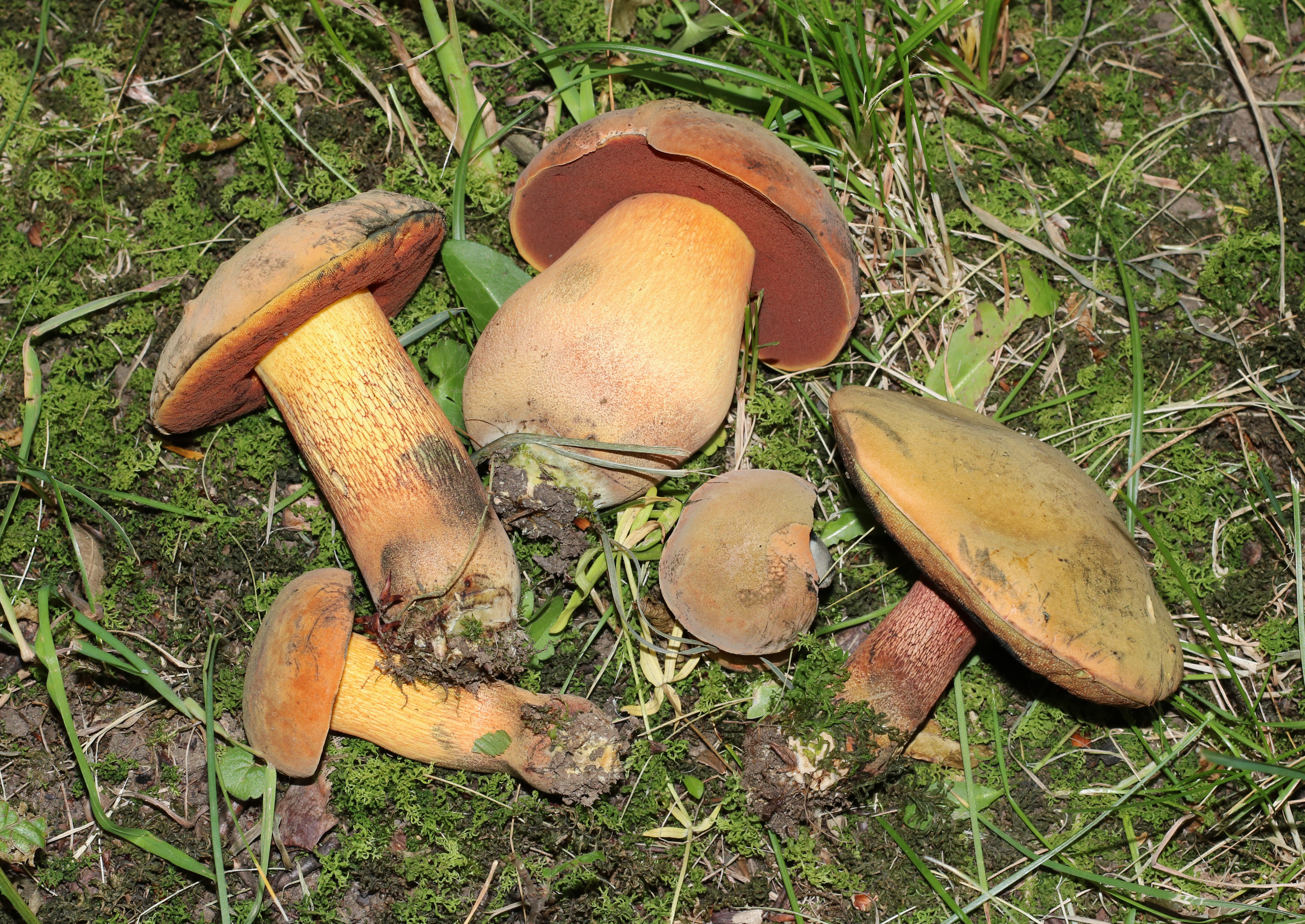
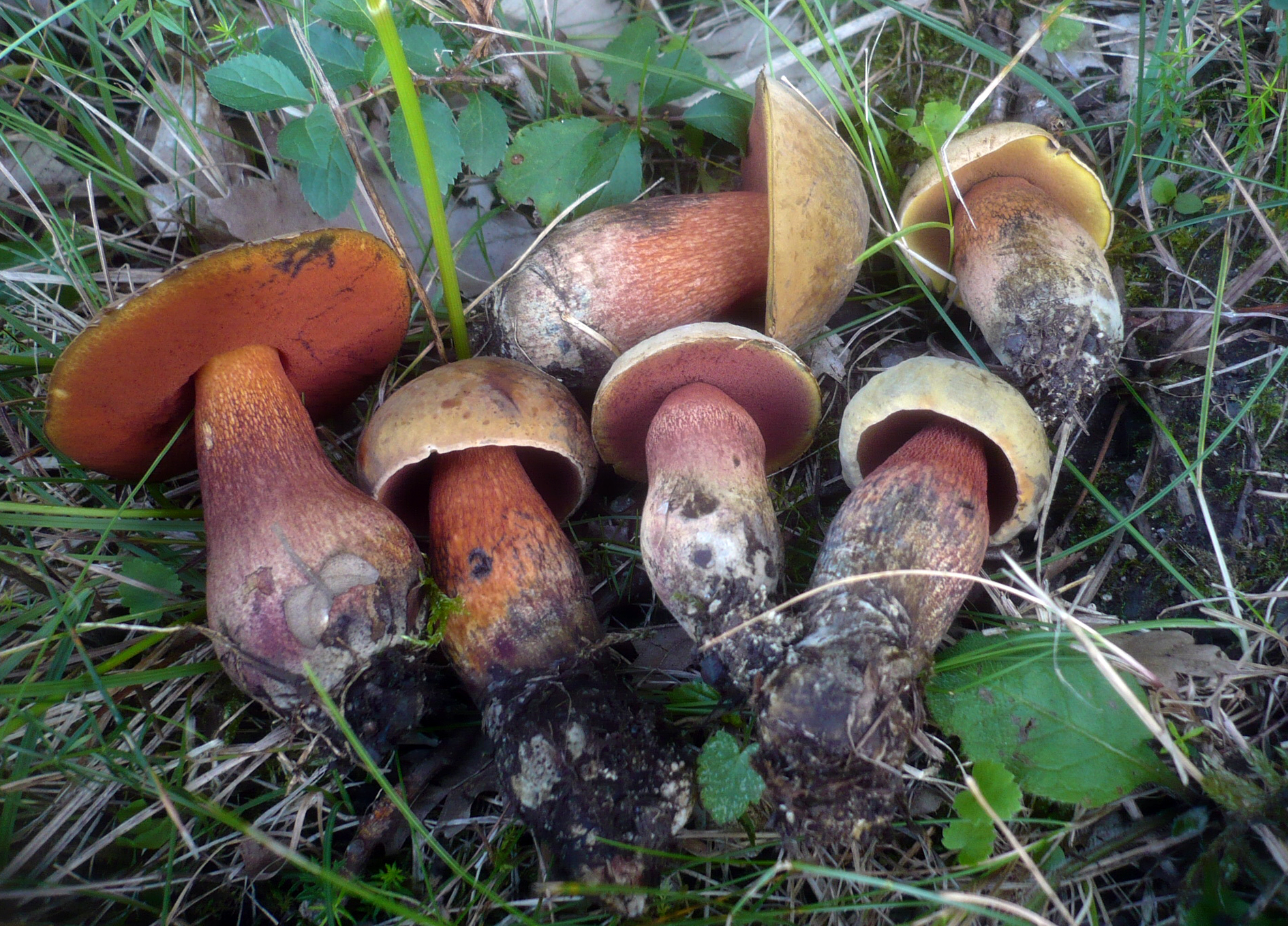

## Variétés et formes
Le Bolet blafard est un champignon très changeant, versicolore et versiforme, de nombreuses variations notables et plus au moins récurrentes de la couleur de son chapeau, de ses pores, de son pied et de sa chair ont été décrites comme des variétés ou des formes. Ce sont les suivantes :

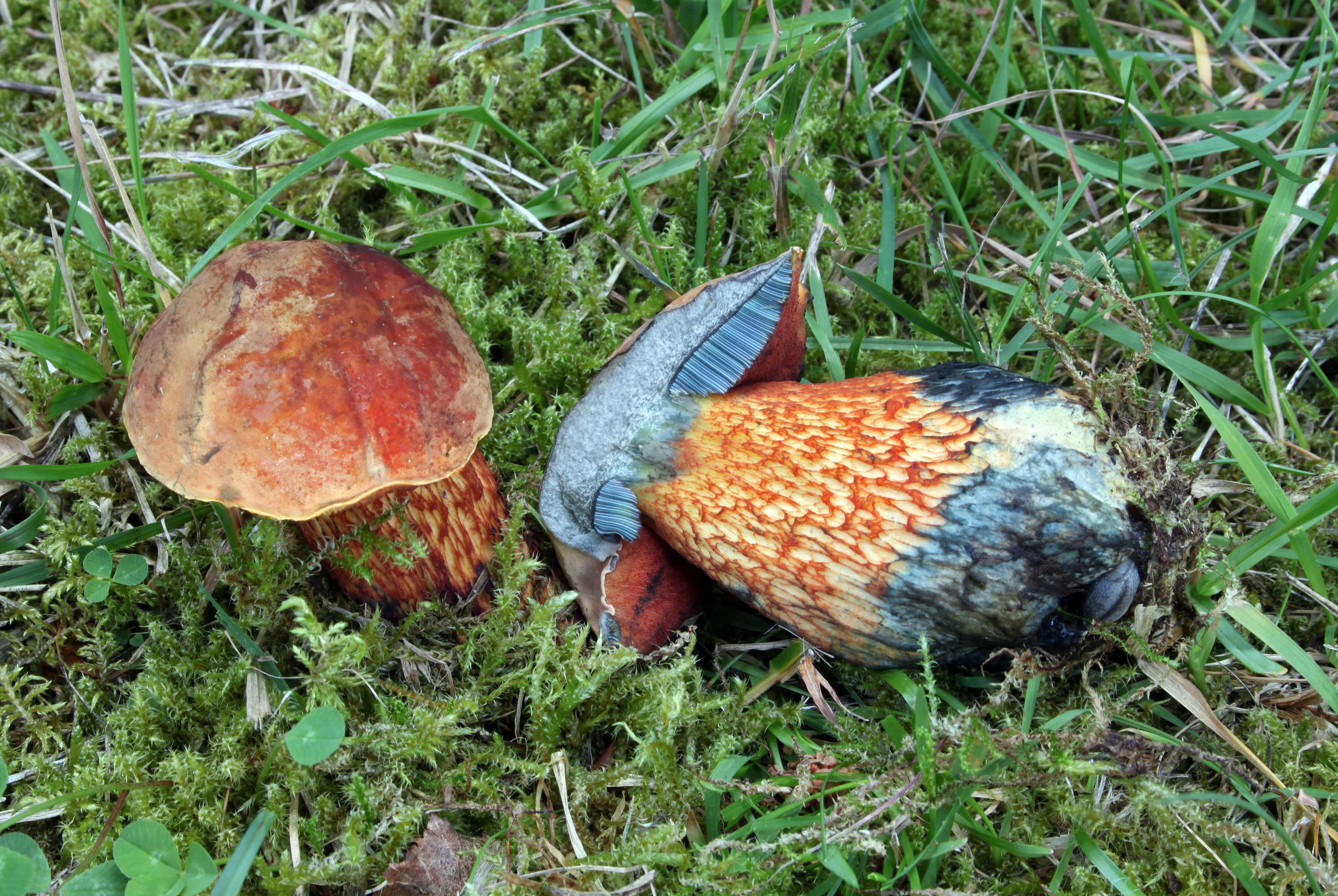
Variété rubriceps

- Variété rubricepsSuillellus luridus var. rubriceps, variété à chapeau pourpre, décrite en Espagne (tout d'abord en tant qu'espèce Tubiporus en 1937)[16], mais est plus tard officiellement transférée à Boletus et devient Boletus luridus var. rubriceps en 1987[17]. Chapeau pourpre, rouge sombre, rouge brique à pourpre carminé. Pores rouges. Chair jaune dans le chapeau et le stipe, avec des traces rouges, rouge vineux à la base, bleuissant rapidement à la coupe. Sous Quercus[18].

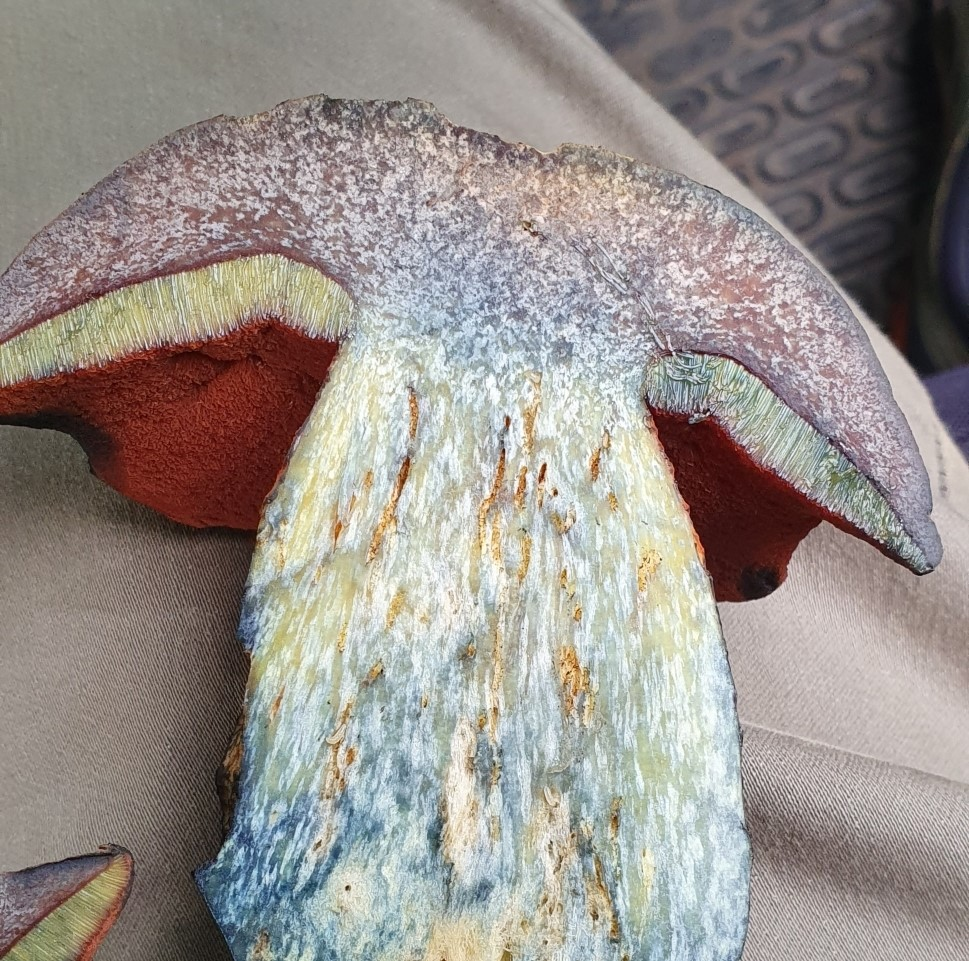
Variété erythrentheron

- Variété erythrentheronSuillellus luridus var. erythrentheron, variété à chair violette dans le haut du stipe, rouge cerise ailleurs et réseau rouge vif[14]. Cette variété est décrit à l'origine comme une espèce distincte sous le nom de Boletus erythrentheron[19] et est publiée plus tard comme Suillellus luridus variété erythrentheron[20]. Chapeau pâle, alutacé, chamois pâle, couleur de seigle, de sac de jute. Pores rouges. Stipe cylindracé à clavé. Chair très tôt entièrement rouge cerise, rouge sang, rouge vif, devenant violette puis bleue, mais pâlissant plus tard. Sous feuillus[18]. Variété classée en catégorie VU (Vulnérable) au niveau régional sur la Liste rouge d'Alsace[21].

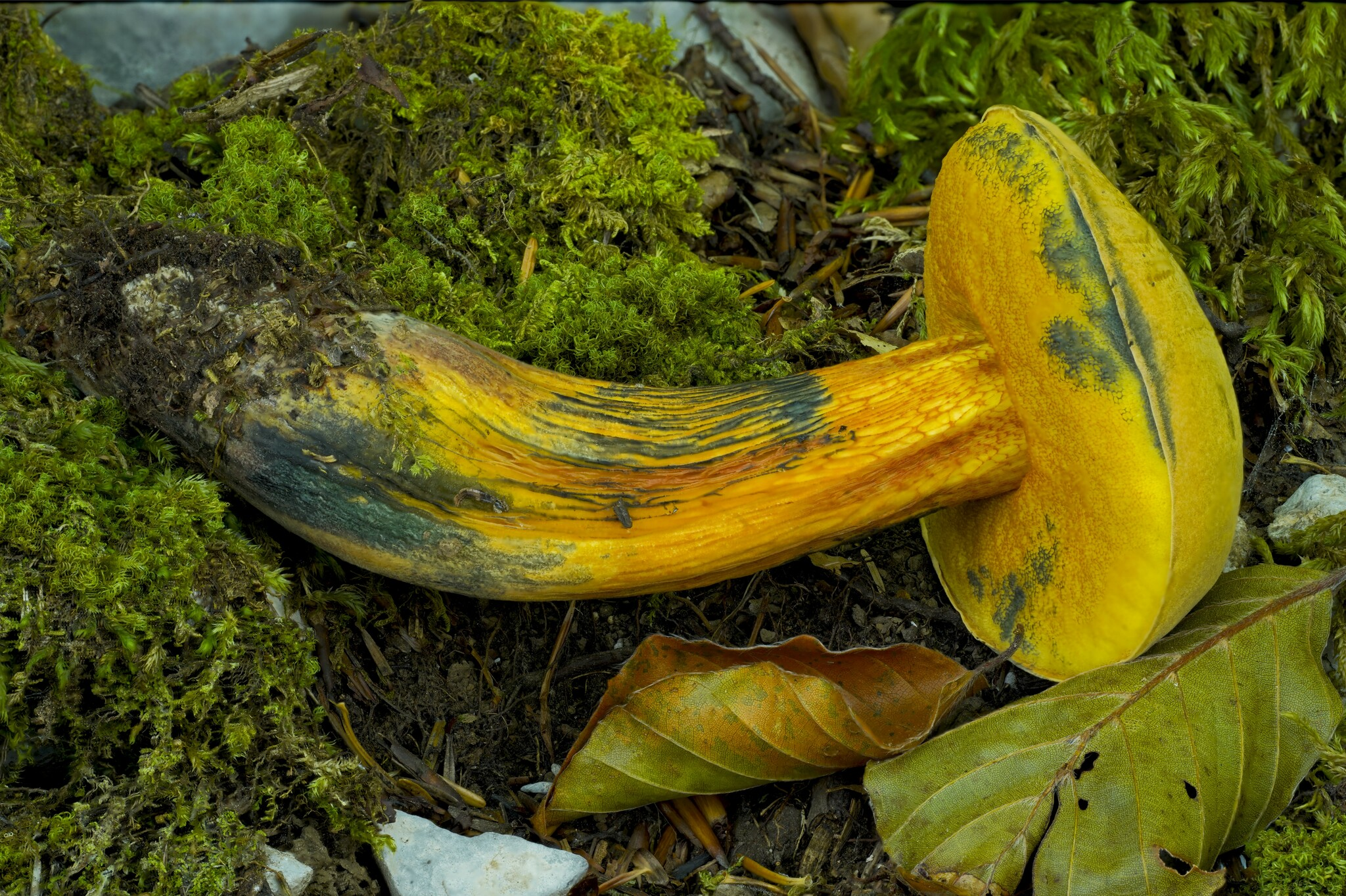
Forme primulicolor

- Forme primulicolorSuillellus luridus f. primulicolor, forme jaune, décrite en Sardaigne en 1997[22]. De couleur uniforme, jaune primevère, non orangée. Stipe avec parfois quelques taches rouges. Sous Quercus ilex, en terrain calcaire[18].

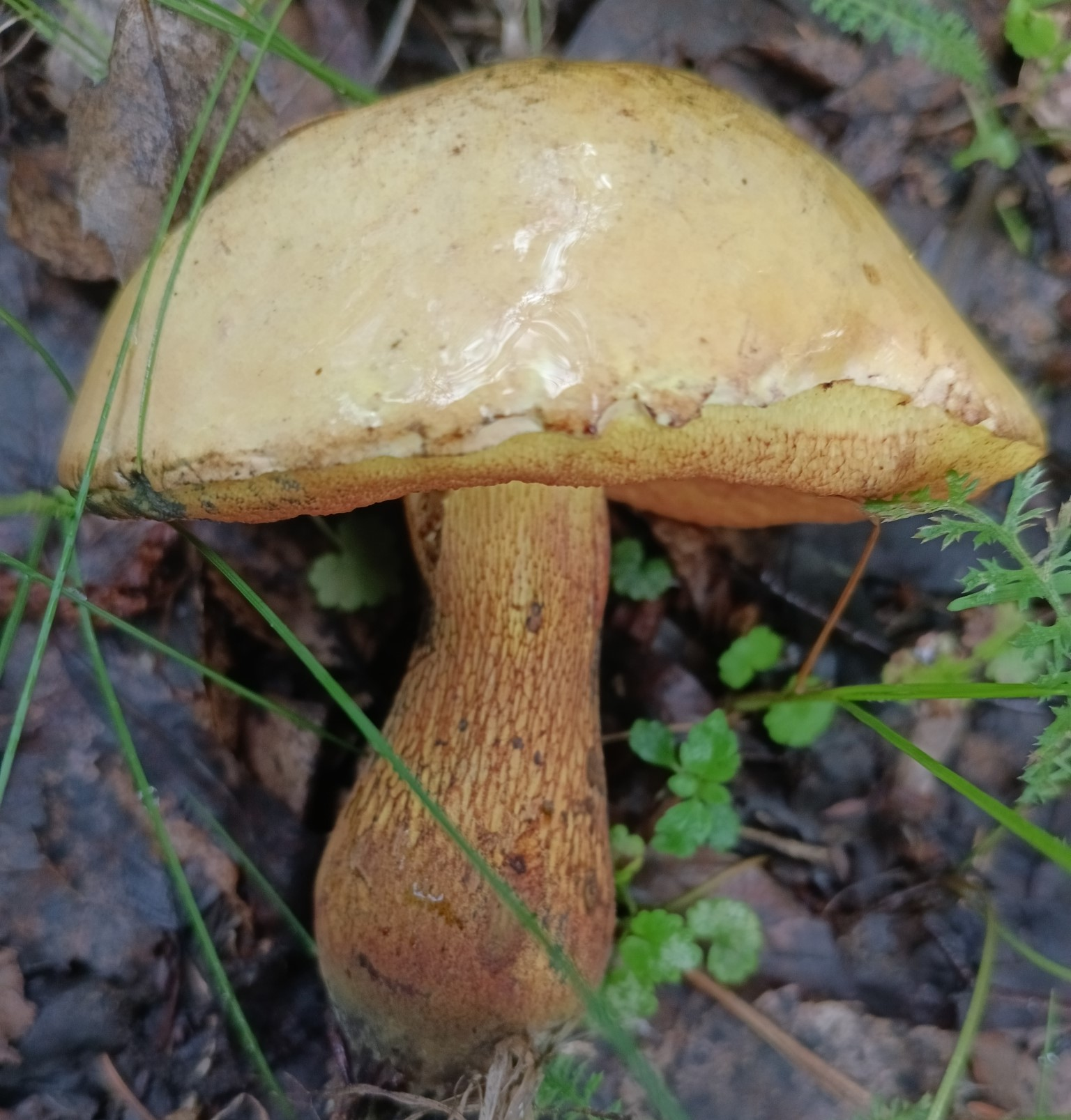
Variété lupinus

- Variété lupinusSuillellus luridus var. lupinus, variété à chapeau jaunâtre. Chapeau d'abord entièrement jaune, puis jaune orangé, orangé vif, jaune ochracé, bleuissant au toucher. Pores jaunes à orangés, plus clairs vers la marge. Stipe jaune, jaune orangé concolore au chapeau, un peu rouge à la base, orné d'un réseau jaune en haut, orangé à rouge en allant vers le bas. Chair sous les tubes orangé rougeâtre ou rose[18].
- Suillellus luridus var. lupiniformis, variété à chapeau gris-jaune pâle rosâtre, rappelant Rubroboletus lupinus, décrite en France[23]. Chapeau pâle, grisâtre, jaunâtre clair, ochracé sale, avec plus ou moins de rose. Pores rouges. Chair blanchâtre ou légèrement lilacine ou rosâtre[18].

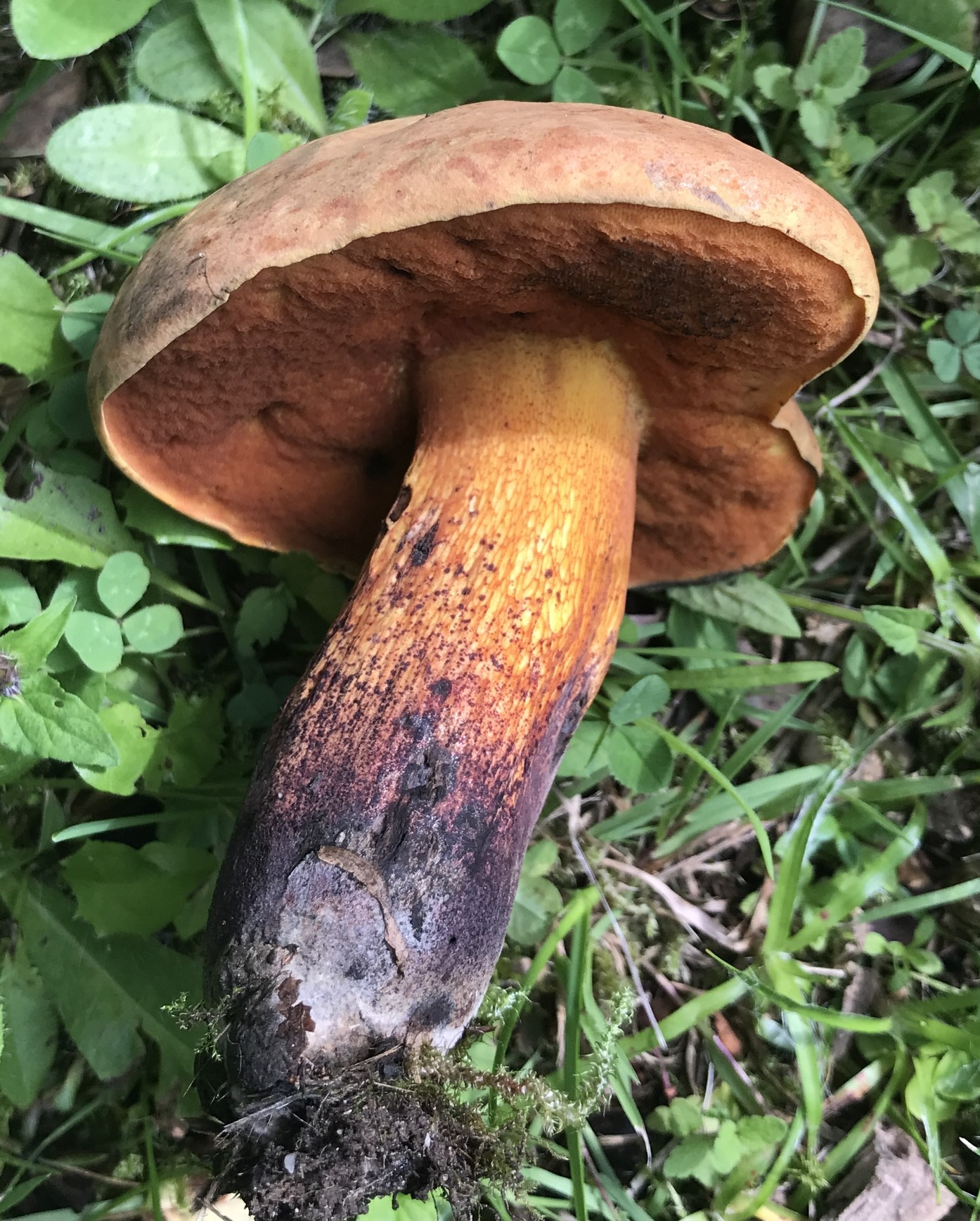
Variété queletiformis

- Variété queletiformisSuillellus luridus var. queletiformis, variété à chapeau brun orangé et chair de la base du pied vineuse, rappelant Suillellus queletii, décrite en Espagne[24]. Chapeau orangé, brun orangé, ochracé, ochracé rougeâtre, bleu plus ou moins sombre à la pression. Pores rouge orangé, souvent jaune orangé vers la marge. Stipe à base nettement rouge vineux interne et externe comme chez S. queletii, progressant rapidement vers le haut; réticulé de rouge vers le haut, parfois plus ou moins pointillé de rouge en dessous. Chair sous les tubes de couleur instable, orangée à jaune[18]. Bien que le S. luridus type puisse présenter des teintes betterave au bas du son pied, la var. queletiformis doit cumuler base betterave et chapeau orangé. Variété classée en catégorie NT (Quasi menacée) au niveau régional sur la Liste rouge d'Alsace[21].
- Suillellus luridus var. tenuipes, variété que l'on trouve en République tchèque[25].
- Miroslav Smotlacha décrit deux autres variétés[26],[27] : Boletus luridus var. avelanus Smotl. 1952 et Boletus luridus var. tiliaceus Smotl. 1952.
- On liste aussi les variétés obscurus[28], tuberosus[29] et rubromaculatus[30].
- La variété caucasicus présente un pied rouge et un réseau réduit au sommet du pied. Elle était durant un certain temps considérée comme une espèce indépendante: Boletus caucasicus[31], mais aujourd'hui on la suspecte grandement de n'être qu'une forme de Suillellus luridus.
- Boletus luridus forme sinensis, fort semblable à luridus mais dont les spores sont manifestement différentes, qui se récolte dans la province de Hainan, en Chine, est maintenant élevé au rang d'espèce sous le nom de Boletus sinensis[32]
- Suillellus luridus var. luridus est la forme type, celle de l'apparence typique de la majorité des spécimens ramassés.

Il est tout de même à noter que S. luridus est une espèce très variable en elle-même, en termes de couleurs et de morphologie, certains de ses aspects pouvant constituer des entre-deux entre des formes et des variétés décrites. Suillellus caucasicus et Suillellus atlanticus ont été décrits comme des espèces distinctes mais sont aujourd'hui suspectées de n'être que des aspects particuliers de S. luridus devant leur manque de confirmation ADN. Devant cette variabilité naturelle, certains mycologues considèrent les variétés et formes du Bolet blafard comme assez superflues.

## Habitat et distribution
Le bolet blafard est une espèce ectomycorhizique. Elle apparaît du début de l'été au début de l'automne sous feuillus et conifères mais avec une préfèrence pour les feuillus calcicoles, dans les bois mêlés, voire dans les pelouses ou au bord des chemins en milieux suburbain. Il apprécie particulièrement les sols calcaires. C'est un champignon assez courant, il n'est pas rare de le voir pousser aux mêmes endroits, parfois au même moment, que le Bolet de Quélet ou le Bolet radicant.

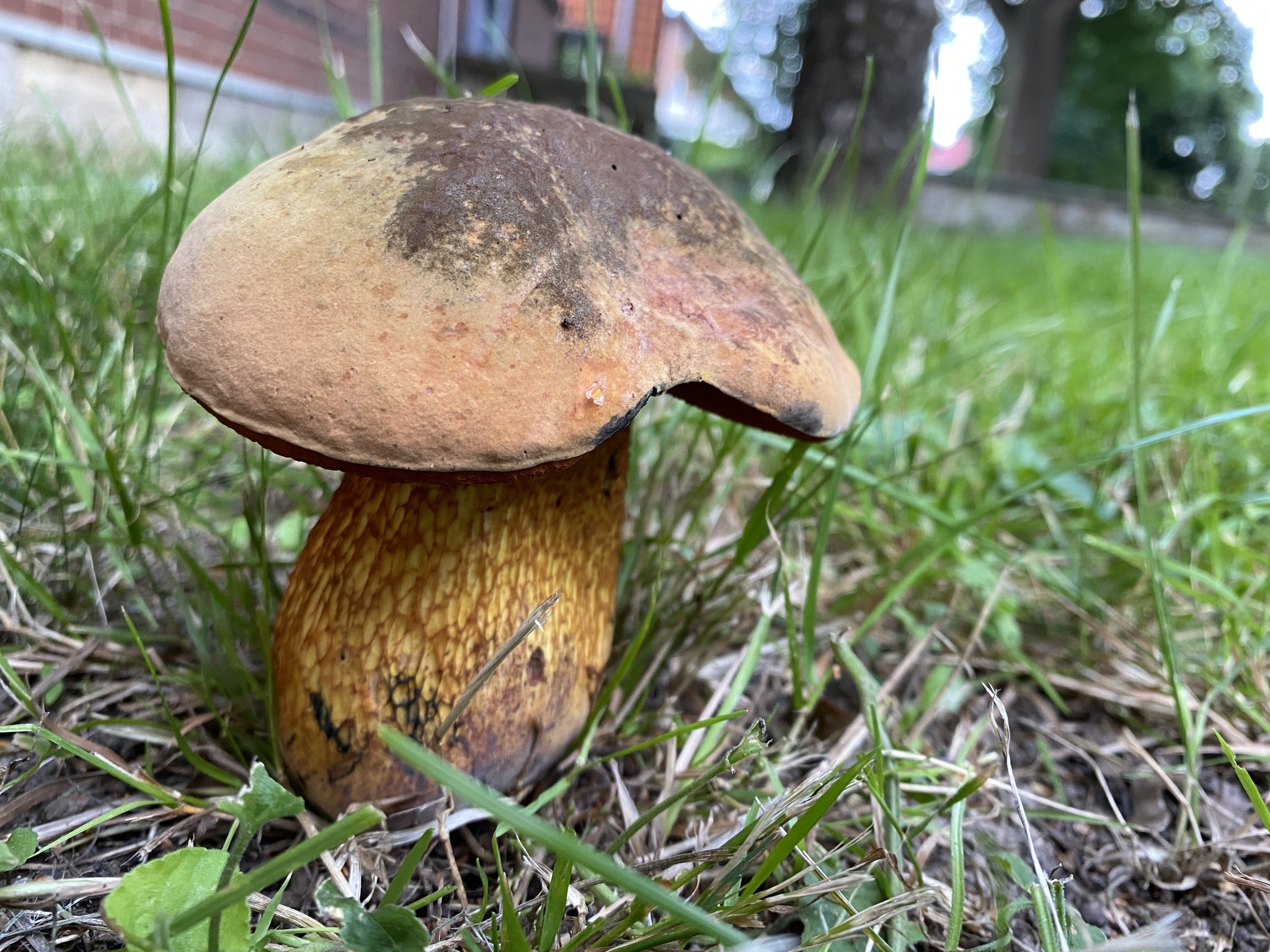
Bolet blafard ayant poussé dans la pelouse d'un jardin, une occurrence plutôt commune.

Le bolet blafard est très répandu en Europe, dans la région à l'est de la mer Noire et dans la partie orientale de l'Anatolie en Turquie, et au Pakistan, où il a été découvert à partir de Khanspur, jusqu'à Kuzagali, Sudhan Gali et Hajinpir.
En Amérique du Nord, il est connu de l'est du Canada et des États-Unis à l'est des Grands Lacs, bien que dans un cas spécifique, il a été trouvé dans le Dakota du Nord.
Son aire de répartition s'étend aussi dans le sud au Mexique et il a été trouvé une fois au Costa Rica.
En Asie, il a été trouvé dans la forêt Bar'am dans la Haute Galilée dans le nord d'Israël, en Inde, à Taïwan, et dans les forêts sèches de diptérocarpes dans la province de Nakhon Sakon en Thaïlande. Il est largement répandu en Chine, où on l'a trouvé dans le Hebei, le Jiangsu, l'Anhui, le Henan, et dans les provinces du Guangdong et du Yunnan.
La variété rubriceps a été spécifiquement trouvée sous les tilleuls (Tilia) en République tchèque.

## Comestibilité

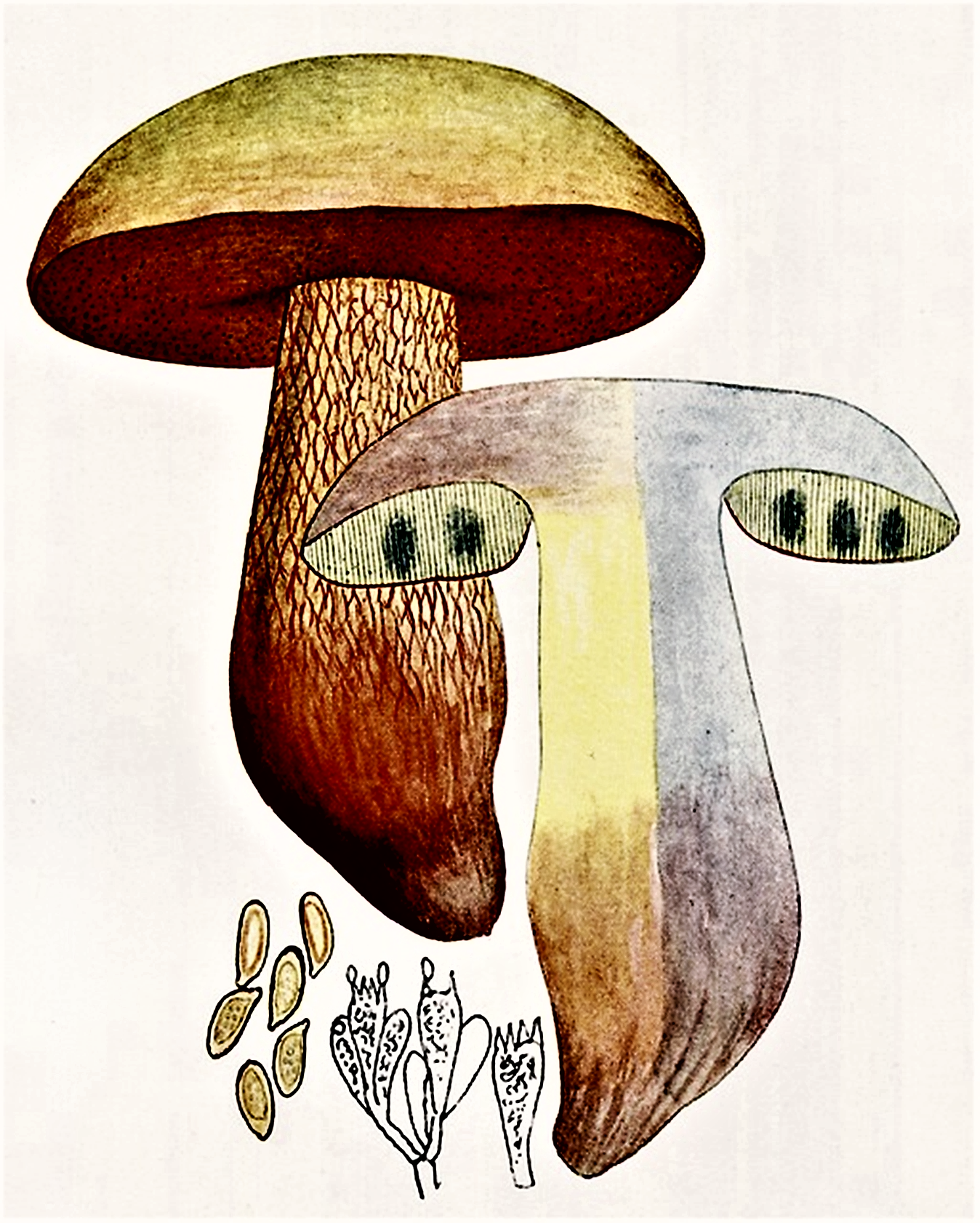
Illustration de Suillellus luridus par le mycologue Giacomo Bresadola en 1931.

Le Bolet blafard est comestible bien cuit, mais toxique cru ou mal cuit , tout comme le Bolet à pied rouge ou les Morilles. Ses teintes orangées rougeâtres et son bleuissement intense à la coupe effrayent les amateurs, pensant qu'il s'agit du Bolet Satan ou d'une espèce proche, ou alors rejetant l'espèce de par l'idée reçue que les bolets à chair bleuissante seraient forcément toxiques.
En fait, s'il est toxique à l'état cru, c'est après une cuisson prolongée, qui fait d'ailleurs disparaître le bleuissement et détruit ses composés toxiques thermolabiles, qu'il devient un comestible tout à fait honorable, comparable pour certains aux meilleurs bolets à chair blanche (Cèpes). Le respect d'une cuisson prolongée est nécessaire car, insuffisamment cuite, cette espèce peut entrainer des intoxications gastro-intestinales (bien que sans grande gravité, pour un adulte en bonne santé). On veillera à cuire le Bolet blafard une quinzaine de minutes afin de laisser la chaleur bien détruire la totalité des composés toxiques (propriété thermolabile).
Comme pour tous les bolets, après un certain degré de développement, il est recommandé d'enlever les tubes qui sont souvent gluants et spongieux à la cuisson. Avec l'âge, ce champignon devient toutefois vite véreux. De plus, en dehors des forêts, il n'est pas rare de trouver le Bolet blafard dans les pelouses, les jardins et les parcs. Dans ces cas, il doit évité d'être consommé si le milieu de récolte est trop urbain, les sporophores absorbants les polluants et les métaux lourds du sol s'il y en a.

### Toxicité
Le Bolet blafard a été accusé d'avoir été impliqué dans des réactions néfastes semblables à celles provoquées par la coprine lorsqu'il est consommé avec de l'alcool, mais les tests de laboratoire n'ont pas mis en évidence de coprine dans le champignon. Dans l'ensemble, il semble que les intoxications, qui surviennent assez fréquemment dans les régions où la consommation de cette espèce est plus traditionnelle, soient presque toujours dues à une cuisson insuffisante. La coprine n'ayant pas été détectée après recherches (Hatfield & Schaumberg 1978), il est erroné d'inclure S. luridus parmi les espèces potentiellement responsables du syndrome de la coprine. De plus, la consommation de cette espèce dans les régions traditionnelles en question se fait souvent en association avec des substances alcoolisées.
En outre, l'histoire des cas d'intoxications attribuées à S. luridus et à d'autres espèces de Boletus section luridi n'a pas été vérifiée. Ces intoxication peuvent être attribuées à un syndrome gastro-intestinal. Il est donc probable que les quelques rapports historiques faisant état d'un syndrome de type antabuse pour S. luridus, dont Budmiger & Kocher (1982), sont dus à d'autres phénomènes, y compris la consommation de spécimens mal cuits. Ces rapports concernant un présumé effet antabuse ont valu à cette espèce d'avoir été considérée durant des années comme toxique par certains auteurs et guides se basant sur cette suspicion, maintenant démentie. Aujourd'hui, le Bolet blafard a été réhabilité dans les espèces comestibles,, mais sous conditions de cuisson prolongée, car il reste tout de même toxique si consommé cru ou mal cuit.

## Confusions possibles

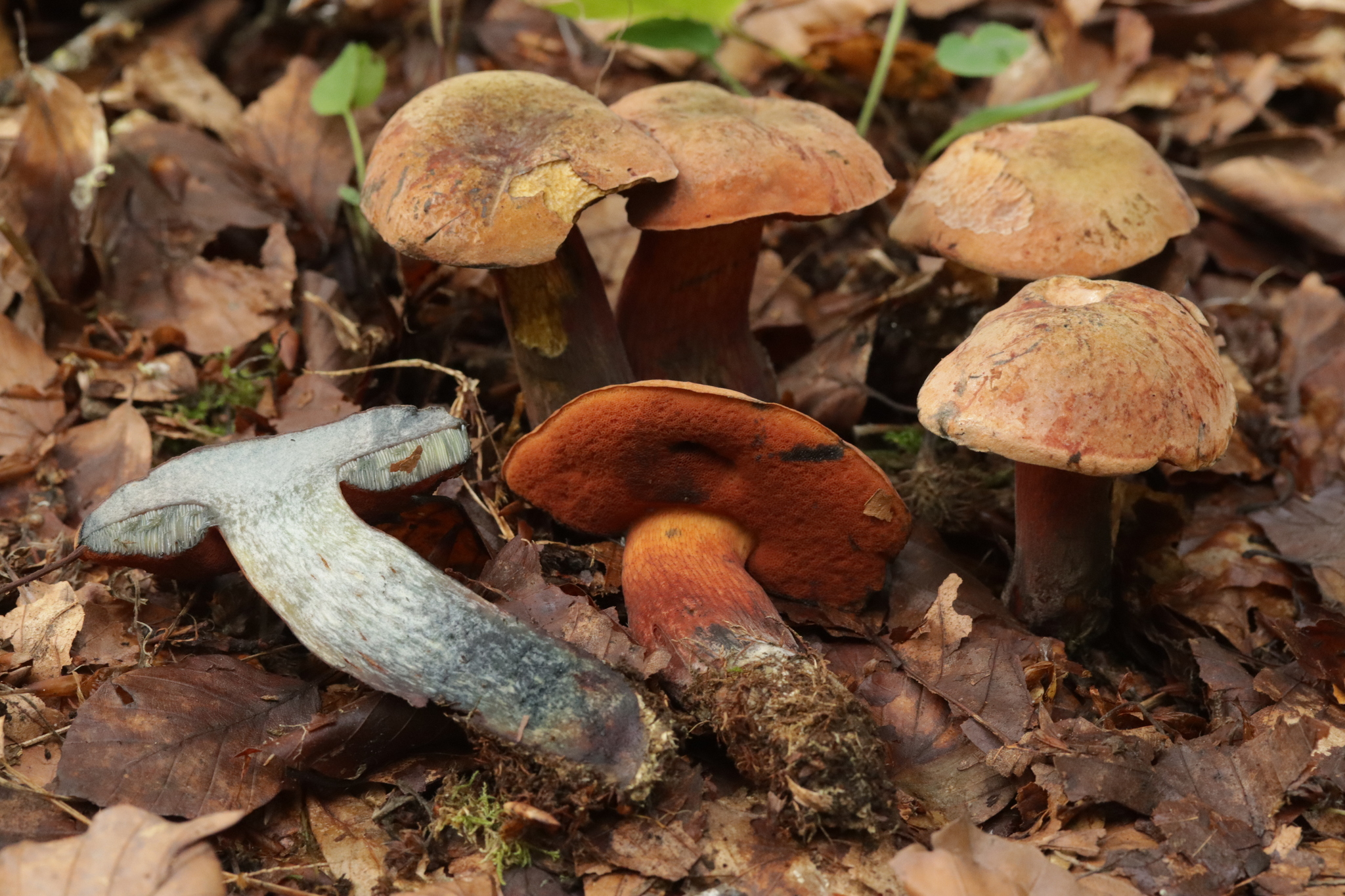
Le Bolet menteur (Suillellus mendax)

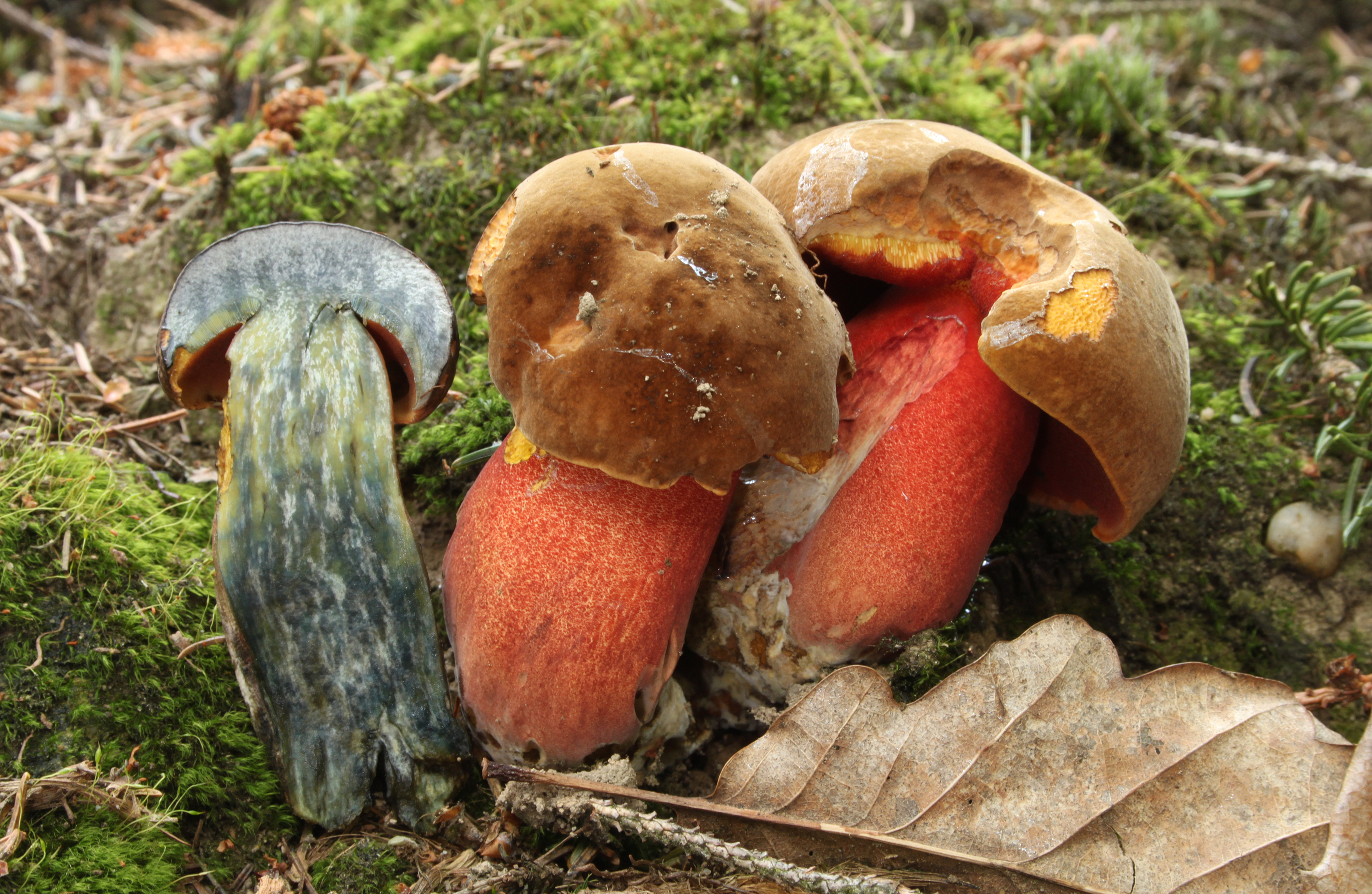
Le Bolet à pied rouge (Neoboletus erythropus)

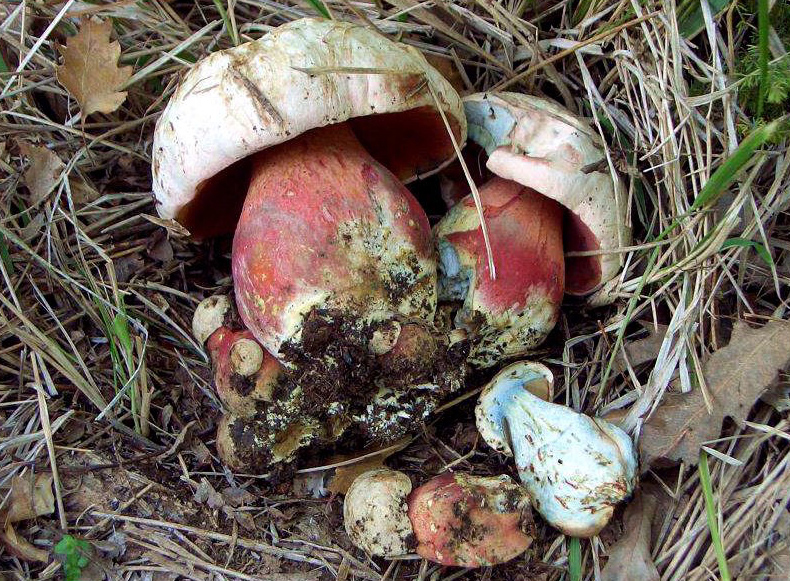
Le Bolet Satan (Rubroboletus satanas)

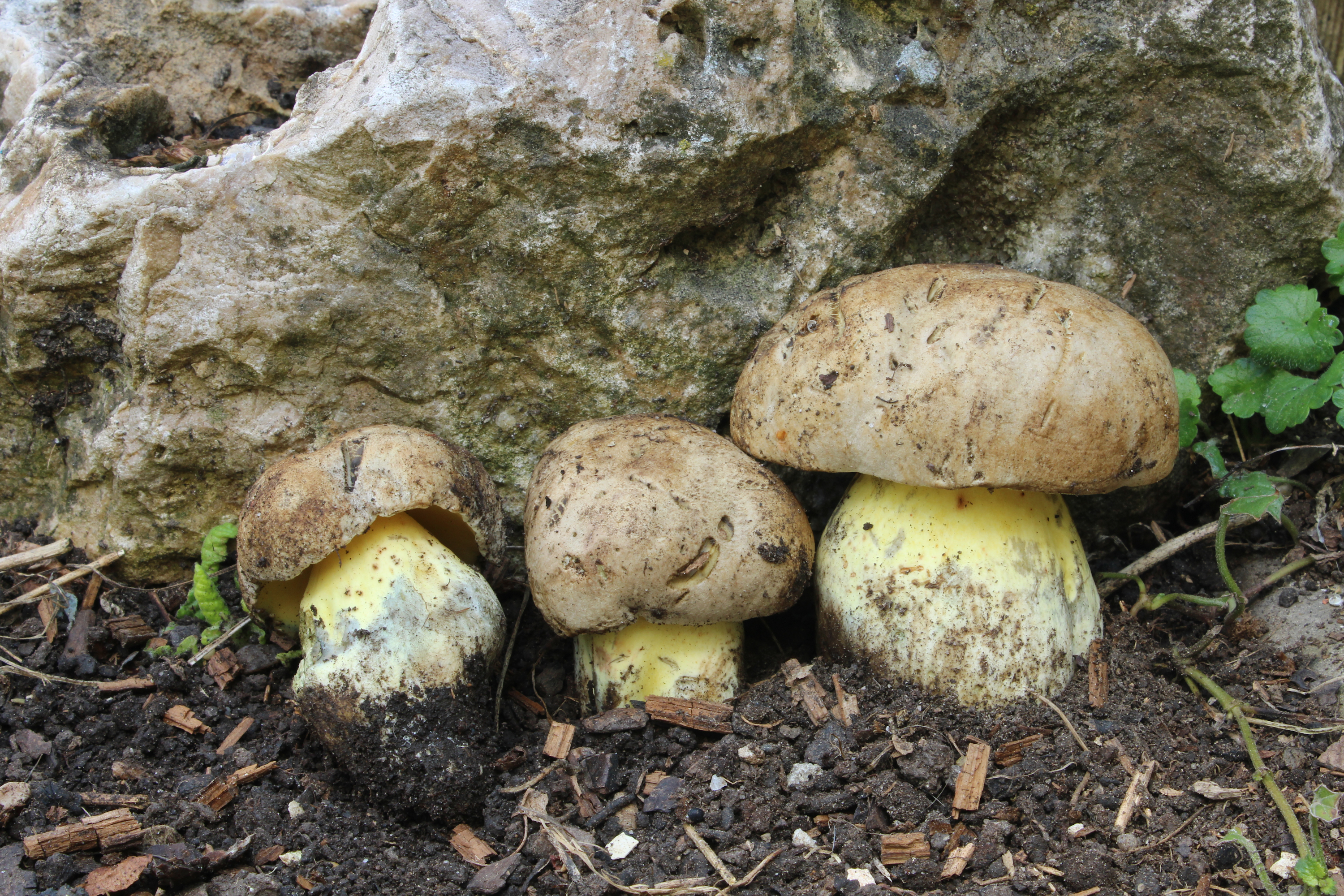
Le Bolet radicant (Caloboletus radicans)

Dans l'ensemble, les critères d'identification du bolet blafard restent sa couleur terne (son côté « blafard ») et surtout le réseau très marqué, étiré vers le bas de son pied, rougeâtre sur fond plus clair. Suillellus luridus n'est qu'un des nombreux bolets présentant des couleurs rouges ou rougeâtres au niveau du pied et/ou des tubes ainsi qu'un bleuissement plus ou moins intense de la chair. Il peut se confondre, entre autres, avec les espèces suivantes :
- le Bolet menteur (Suillellus mendax) : espèce très proche de S. luridus et rare, quasiment impossible à séparer du Bolet blafard sans microscopie si le sporophore ne se tient pas à sa forme typique ; chapeau grisâtre, pores et stipe rougêatre, réseau se transformant généralement en ponctuation vers la moitié du stipe, pied typiquement un peu plus fin et fusiforme. Comestible cuit, toxique cru.
- le Bolet terne (Suillellus comptus) : espèce très proche de S. luridus et très rare, quasiment impossible à séparer du Bolet blafard sans microscopie si le sporophore ne se tient pas à sa forme typique : chapeau gris-brun ou couleur peau, pores oranges, réseau uniquement tout en haut du stipe se transformant en ponctuation sur le reste du stipe, pied typiquement fusiforme. Sans intérêt alimentaire cuit, toxique cru.
- le Bolet à pied rouge (Neoboletus erythropus) : chapeau plus marron foncé, pied plus rouge, moucheté (ponctué) sans réseau, très fort bleuissement. Comestible réputé cuit, toxique cru.
- le Bolet odorant (Lanmaoa fragrans): chapeau marron, pores jaunâtres et pied fusiforme, stipe sans réseau, lisse, odeur de chicorée et bleuissement léger à intense, il partage la caractéristique de Suillellus luridus à pousser dans les chemins et les pelouses des jardins en milieux suburbain, à la même période qui plus est. Comestible.
- le Bolet jaune sang (Neoboletus flavosanguineus) : espèce très rare, chapeau jaune à brun, pores jaune citron, stipe jaune terminant en pointe orné d'un réseau. Sans intérêt alimentaire cuit, toxique cru.
- le Bolet polychrome (Cupreoboletus poikilochromus) : espèce très rare, chapeau brun-jaune devenant blanchâtre vers le bord, pores jaunâtres, stipe jaunâtre, orné d'un réseau, forme des cristaux au niveau des pores en séchant. Sans intérêt alimentaire cuit, toxique cru.
- Le Bolet magnifique (Exsudoporus permagnificus) : espèce très rare, au chapeau rougeâtre, au réseau plus grossier, exsudant des gouttes de liquide jaunâtre au niveau des pores. Sans intérêt alimentaire cuit, toxique cru.
- le Bolet à beau pied (Caloboletus calopus) : chapeau blanchâtre, réseau sur le pied et pores jaunes, bleuissement modéré à fort. Amer, non comestible, potentiellement émétique.
- le Bolet radicant (Caloboletus radicans): chapeau blanchâtre à brunâtre, pores jaunes et pied blanchâtre à jaunâtre, réseau fin parfois limité au sommet, bleuissement léger à modéré. il partage la caractéristique de S. luridus à pousser dans les chemins et les pelouses des jardins en milieux suburbain, à la même période qui plus est. La sécheresse peut décolorer ses couleurs jaunâtres en brun, rendant la confusion avec Suillellus luridus plus facile. Amer, non comestible, potentiellement émétique.
- le Bolet Satan (Rubroboletus satanas) : plus massif (obèse), généralement plus méridional, chapeau blanchâtre, pores et pied rouge, orné d'un réseau fin et limité, bleuissement léger à modéré. Toxique.
- le Bolet vieux rose (Imperator rhodopurpureus) : chapeau rosâtre de texture grumeleuse et bosselée, pores rouges et pied jaune à rouge, réseau très fin, bleuissement intense. Toxique.
- le Bolet de plomb (Imperator torosus): chapeau gris plombé à jaunâtre, pores jaunes, stipe jaunâtre, bleuissant intensément. Toxique.

### Bibliographie

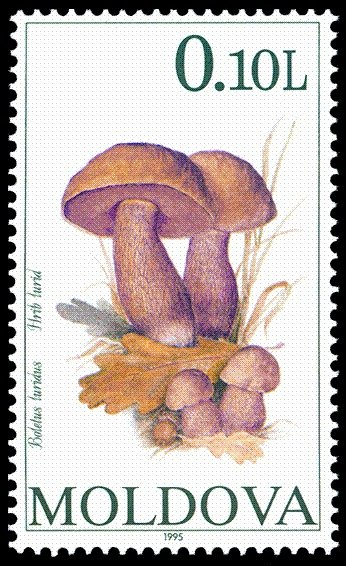
Timbre de Moldavie représentant Suillellus luridus.